# Lauzerte
Lauzerte (en occitan Lausèrta) est une commune française située dans le nord-ouest du département de Tarn-et-Garonne, en région Occitanie.
Sur le plan historique et culturel, la commune est dans le Quercy Blanc, correspondant à la partie méridionale du Quercy, devant son nom à ses calcaires lacustres du Tertiaire.
Exposée à un climat océanique altéré, elle est drainée par la Barguelonne, la Séoune, la Petite Barguelonne, le Lendou et par divers autres petits cours d'eau. La commune possède un patrimoine naturel remarquable composé de huit zones naturelles d'intérêt écologique, faunistique et floristique.
Lauzerte est une commune rurale qui compte 1 447 habitants en 2022, après avoir connu un pic de population de 3 685 habitants en 1831.  Ses habitants sont appelés les Lauzertins ou  Lauzertines.

## Géographie

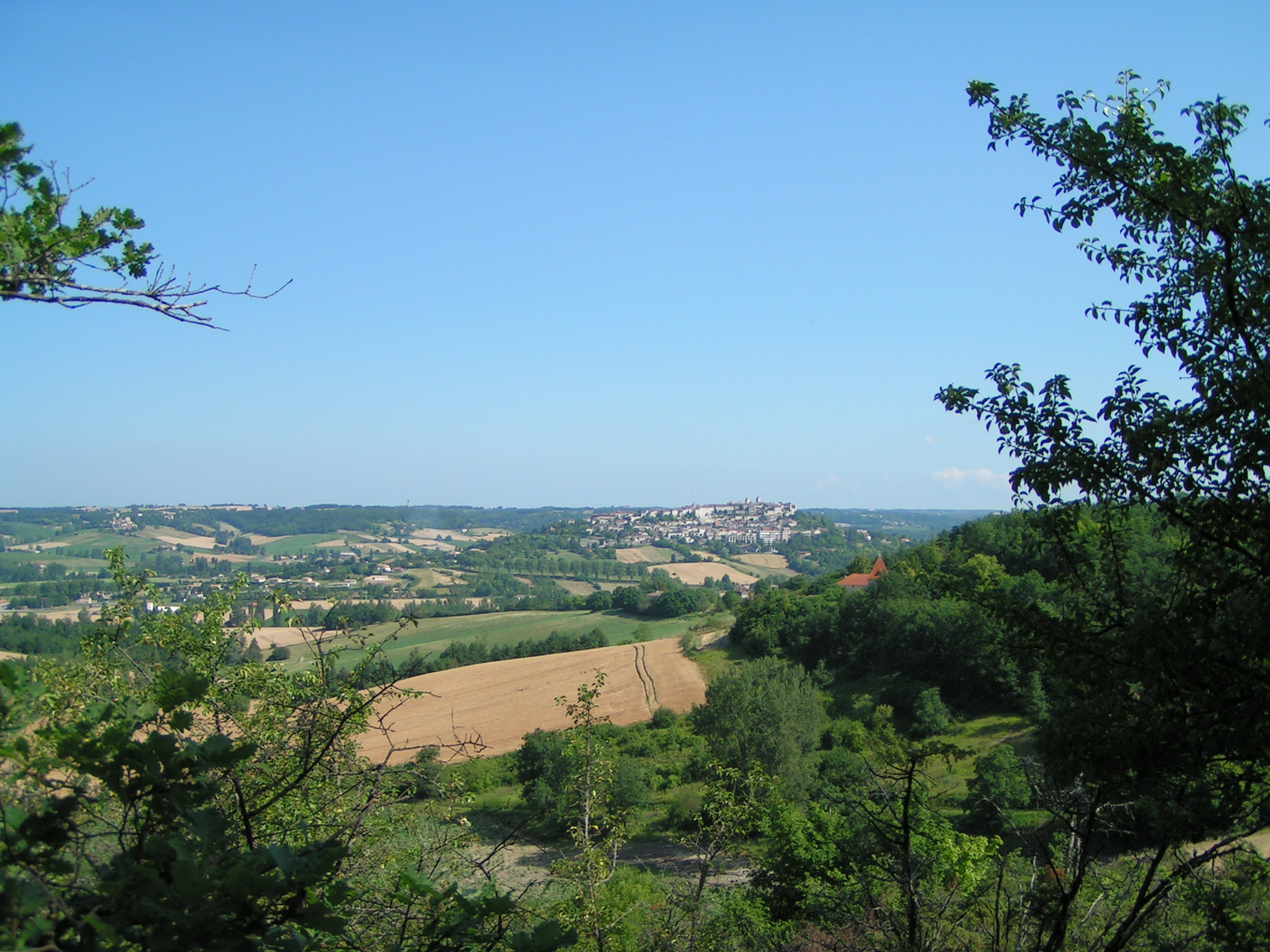
Vue générale de Lauzerte.

### Localisation
Lauzerte est située dans le Quercy et plus précisément dans le Quercy Blanc, sur l'ancienne route nationale 653.
De son sommet, Lauzerte surveille depuis le XIIe siècle la route Cahors-Moissac et les rivières Barguelonnette et Lendou.
Lauzerte est une bastide classée Plus Beaux Villages de France.

### Communes limitrophes
Les communes limitrophes sont Belvèze, Bouloc-en-Quercy, Cazes-Mondenard, Montagudet, Montaigu-de-Quercy, Saint-Amans-de-Pellagal, Sainte-Juliette, Touffailles et Tréjouls.
| Belvèze, Montaigu-de-Quercy | Bouloc-en-Quercy        | Sainte-Juliette |
| Touffailles                 | Lauzerte                | Tréjouls        |
| Montagudet                  | Saint-Amans-de-Pellagal | Cazes-Mondenard |
| Enclave : Bouloc-en-Quercy  |                         |                 |

### Hydrographie

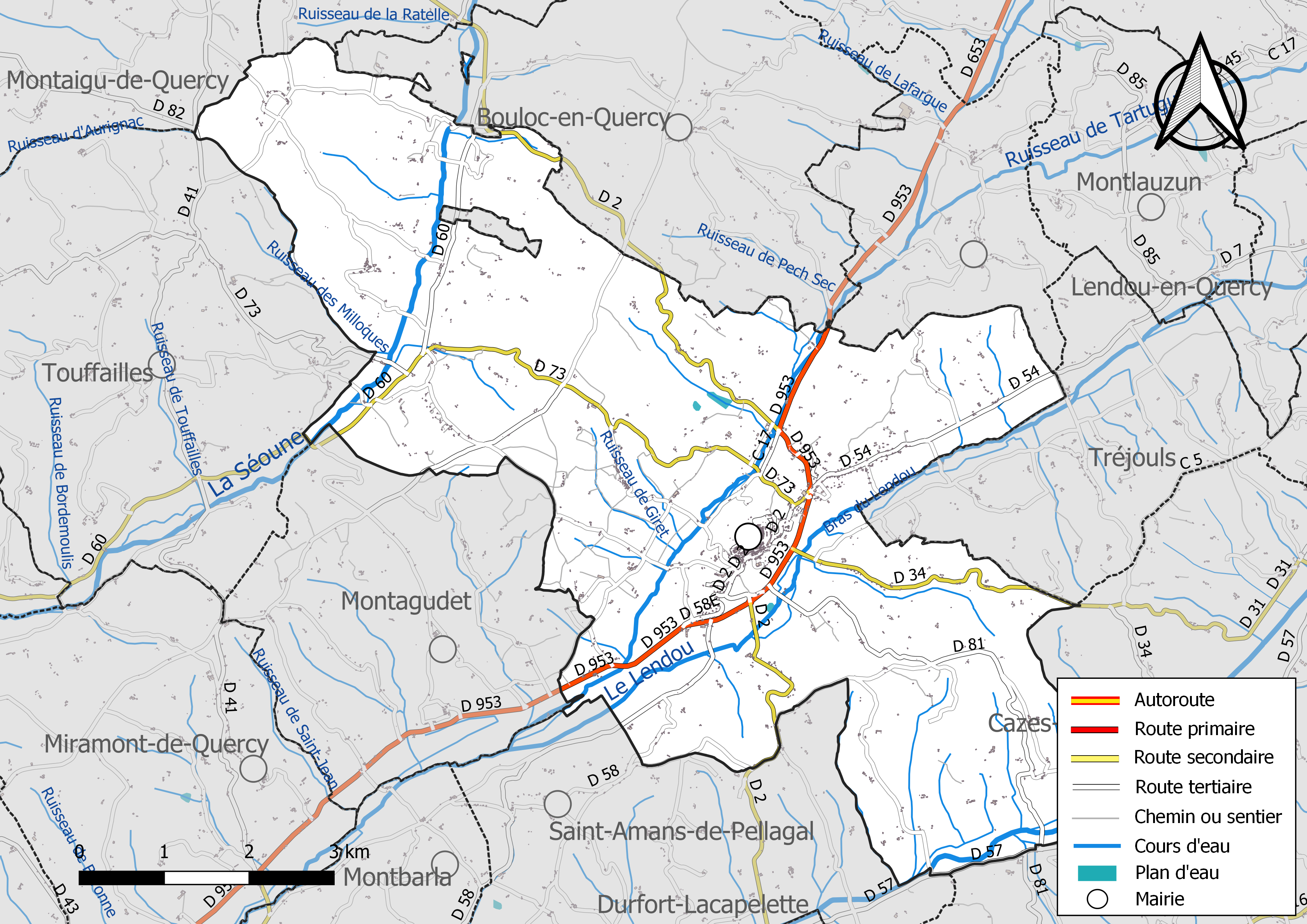
Réseaux hydrographique et routier de Lauzerte.

La commune est dans le bassin versant de la Garonne, au sein du bassin hydrographique Adour-Garonne. Elle est drainée par la Barguelonne, la Séoune, la Petite Barguelonne, le Lendou, un bras de la Petite Barguelonne, un bras de la Petite Barguelonne, un bras de la Séoune, un bras de la Séoune, un bras du Lendou, un bras du Lendou, un bras du Lendou, le ruisseau de Giret, le ruisseau de Pech Sec, le ruisseau des Milloques et par divers petits cours d'eau, constituant un réseau hydrographique de 54 km de longueur totale,.
La Barguelonne, d'une longueur totale de 61,1 km, prend sa source dans la commune de Lhospitalet et s'écoule du nord-est au sud-ouest. Elle traverse la commune et se jette dans le canal de Golfech à Lamagistère, après avoir traversé 24 communes.
La Séoune, d'une longueur totale de 64,9 km, prend sa source dans la commune de Sauzet et s'écoule du nord-est au sud-ouest. Elle traverse la commune et se jette dans la Garonne à Sauveterre-Saint-Denis, après avoir traversé 24 communes.
La Petite Barguelonne, d'une longueur totale de 35,1 km, prend sa source dans la commune de Villesèque et s'écoule du nord-est au sud-ouest. Elle traverse la commune et se jette dans la Barguelonne à Montesquieu, après avoir traversé 11 communes.
Le Lendou, d'une longueur totale de 30,5 km, prend sa source dans la commune de Lhospitalet et s'écoule du nord-est au sud-ouest. Il traverse la commune et se jette dans la Petite Barguelonne à Saint-Amans-de-Pellagal, après avoir traversé 9 communes.

### Climat
Pour des articles plus généraux, voir Climat de l'Occitanie et Climat de Tarn-et-Garonne.
En 2010, le climat de la commune est de type climat du Bassin du Sud-Ouest, selon une étude du Centre national de la recherche scientifique s'appuyant sur une série de données couvrant la période 1971-2000. En 2020, Météo-France publie une typologie des climats de la France métropolitaine dans laquelle la commune est exposée à un climat océanique altéré et est dans la région climatique Aquitaine, Gascogne, caractérisée par une pluviométrie abondante au printemps, modérée en automne, un faible ensoleillement au printemps, un été chaud (19,5 °C), des vents faibles, des brouillards fréquents en automne et en hiver et des orages fréquents en été (15 à 20 jours).
Pour la période 1971-2000, la température annuelle moyenne est de 12,9 °C, avec une amplitude thermique annuelle de 14,7 °C. Le cumul annuel moyen de précipitations est de 812 mm, avec 10,6 jours de précipitations en janvier et 6,3 jours en juillet. Pour la période 1991-2020, la température moyenne annuelle observée sur la station météorologique installée sur la commune est de 13,6 °C et le cumul annuel moyen de précipitations est de 684,3 mm. 
La température maximale relevée sur cette station est de 41,1 °C, atteinte le 24 août 2023 ; la température minimale est de −12,3 °C, atteinte le 9 février 2012,,.
| Mois                                  | jan.          | fév.           | mars          | avril         | mai           | juin         | jui.          | août          | sep.          | oct.          | nov.          | déc.          | année      |
| ------------------------------------- | ------------- | -------------- | ------------- | ------------- | ------------- | ------------ | ------------- | ------------- | ------------- | ------------- | ------------- | ------------- | ---------- |
| Température minimale moyenne (°C)     | 2,6           | 2,5            | 5,2           | 7,9           | 10,6          | 14,4         | 16,1          | 15,9          | 13,3          | 10,5          | 6,4           | 3,4           | 9,1        |
| Température moyenne (°C)              | 5,4           | 6,3            | 9,6           | 12,8          | 15,7          | 20,1         | 22            | 21,7          | 18,8          | 14,8          | 9,6           | 6,2           | 13,6       |
| Température maximale moyenne (°C)     | 8,2           | 10             | 14            | 17,7          | 20,8          | 25,7         | 27,9          | 27,5          | 24,2          | 19,1          | 12,8          | 9,1           | 18,1       |
| Record de froid (°C) date du record   | −8,8 13.01.03 | −12,3 09.02.12 | −8,3 01.03.05 | −1,9 07.04.08 | 1 06.05.02    | 6,5 05.06.14 | 9,6 05.07.02  | 9,7 24.08.05  | 4 25.09.02    | −1,9 25.10.03 | −5,9 18.11.07 | −8 26.12.10   | −12,3 2012 |
| Record de chaleur (°C) date du record | 16,9 04.01.22 | 24 27.02.19    | 25,2 20.03.05 | 28,6 24.04.07 | 31,8 30.05.03 | 40 27.06.19  | 39,2 23.07.19 | 41,1 24.08.23 | 35,5 03.09.05 | 33,2 01.10.23 | 23 02.11.11   | 18,2 08.12.10 | 41,1 2023  |
| Précipitations (mm)                   | 68,4          | 44,5           | 58,4          | 64,6          | 79,4          | 54,5         | 40,3          | 47,8          | 48,6          | 56            | 60,4          | 61,4          | 684,3      |

| Diagramme climatique                                  |           |           |             |              |              |              |              |              |            |             |            |
| J                                                     | F         | M         | A           | M            | J            | J            | A            | S            | O          | N           | D          |
| 8,22,668,4                                            | 102,544,5 | 145,258,4 | 17,77,964,6 | 20,810,679,4 | 25,714,454,5 | 27,916,140,3 | 27,515,947,8 | 24,213,348,6 | 19,110,556 | 12,86,460,4 | 9,13,461,4 |
| Moyennes : • Temp. maxi et mini °C • Précipitation mm |           |           |             |              |              |              |              |              |            |             |            |

Les paramètres climatiques de la commune ont été estimés pour le milieu du siècle (2041-2070) selon différents scénarios d'émission de gaz à effet de serre à partir des nouvelles projections climatiques de référence DRIAS-2020. Ils sont consultables sur un site dédié publié par Météo-France en novembre 2022.

### Milieux naturels et biodiversité

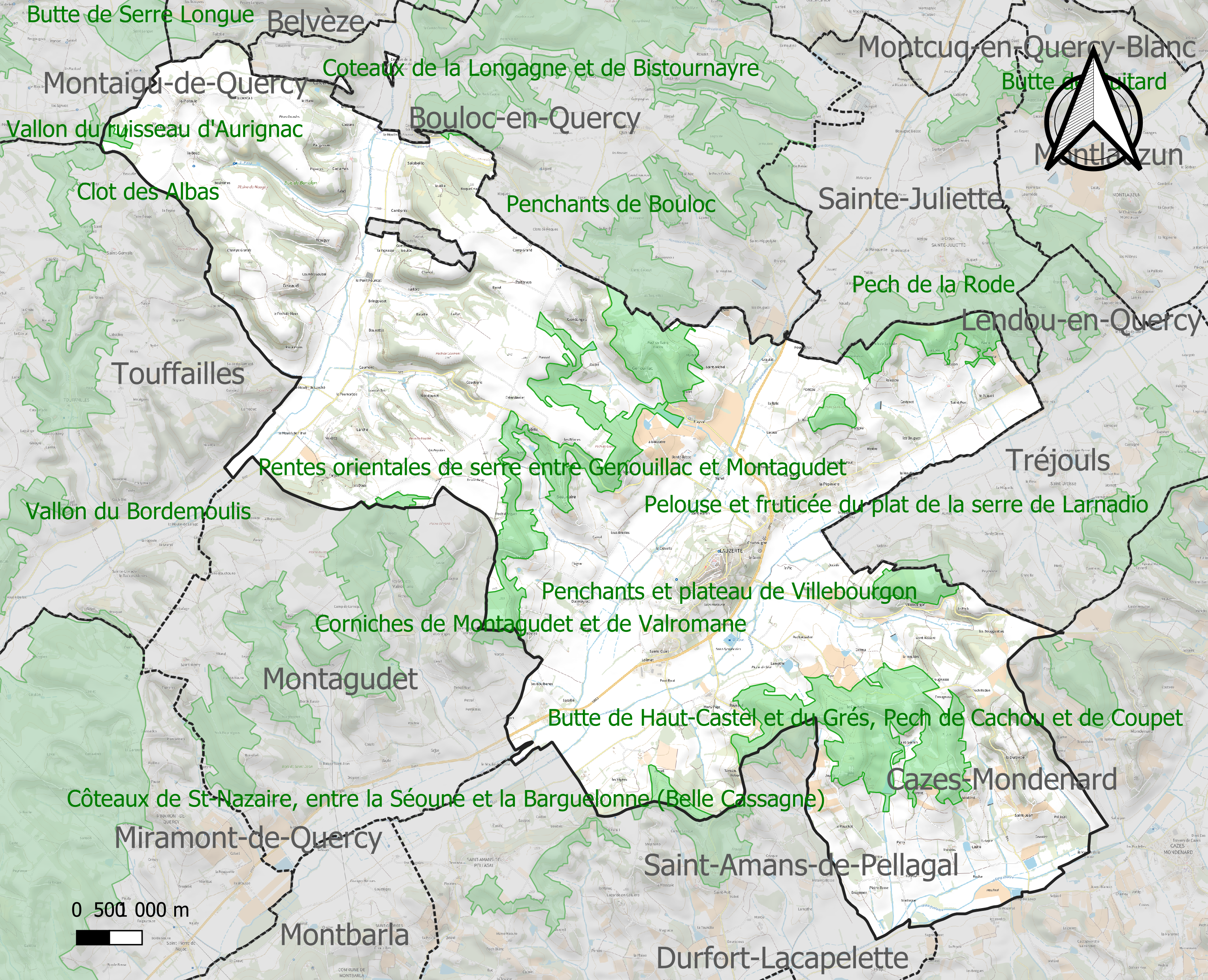
Carte des ZNIEFF de type 1 localisées sur la commune.

L’inventaire des zones naturelles d'intérêt écologique, faunistique et floristique (ZNIEFF) a pour objectif de réaliser une couverture des zones les plus intéressantes sur le plan écologique, essentiellement dans la perspective d’améliorer la connaissance du patrimoine naturel national et de fournir aux différents décideurs un outil d’aide à la prise en compte de l’environnement dans l’aménagement du territoire.
Huit ZNIEFF de type 1 sont recensées sur la commune :
- la « butte de Haut-Castel et du Grés, pech de Cachou et de Coupet » (366 ha), couvrant 3 communes du département[15] ;
- le « Clot des Albas » (49 ha), couvrant 3 communes du département[16] ;
- les « corniches de Montagudet et de Valromane » (291 ha), couvrant 3 communes du département[17].
- les « coteaux de la Longagne et de Bistournayre » (493 ha), couvrant 5 communes dont deux dans le Lot et trois dans le Tarn-et-Garonne[18].
- le « pech de la Rode » (276 ha), couvrant 4 communes dont une dans le Lot et trois dans le Tarn-et-Garonne[19].
- les « Penchants de Bouloc » (323 ha), couvrant 3 communes du département[20].
- les « Penchants et plateau de Villebourgon » (34 ha), couvrant 2 communes du département[21].
- les « pentes orientales de serre entre Genouillac et Montagudet » (153 ha), couvrant 2 communes du département[22] ;

## Urbanisme

### Typologie
Au 1er janvier 2024, Lauzerte est catégorisée commune rurale à habitat très dispersé, selon la nouvelle grille communale de densité à sept niveaux définie par l'Insee en 2022.
Elle est située hors unité urbaine et hors attraction des villes,.

### Occupation des sols
L'occupation des sols de la commune, telle qu'elle ressort de la base de données européenne d’occupation biophysique des sols Corine Land Cover (CLC), est marquée par l'importance des territoires agricoles (84,8 % en 2018), une proportion sensiblement équivalente à celle de 1990 (84,2 %). La répartition détaillée en 2018 est la suivante : 
terres arables (54,2 %), zones agricoles hétérogènes (22,7 %), forêts (13,8 %), prairies (6,5 %), zones urbanisées (1,4 %), cultures permanentes (1,4 %). L'évolution de l’occupation des sols de la commune et de ses infrastructures peut être observée sur les différentes représentations cartographiques du territoire : la carte de Cassini (XVIIIe siècle), la carte d'état-major (1820-1866) et les cartes ou photos aériennes de l'IGN pour la période actuelle (1950 à aujourd'hui).

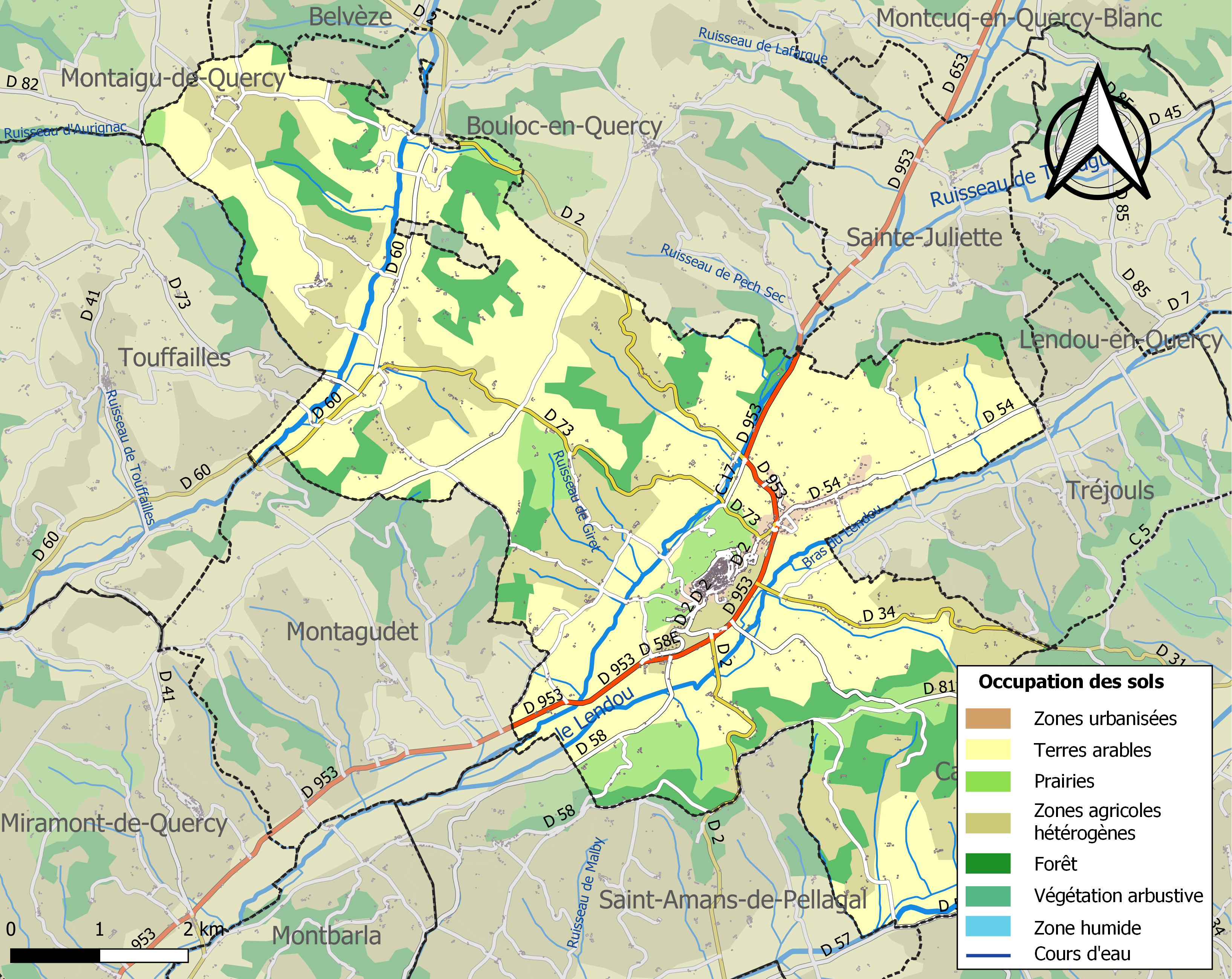
Carte des infrastructures et de l'occupation des sols de la commune en 2018 (CLC).

### Risques majeurs
Le territoire de la commune de Lauzerte est vulnérable à différents aléas naturels : météorologiques (tempête, orage, neige, grand froid, canicule ou sécheresse), inondations, mouvements de terrains et séisme (sismicité très faible). Il est également exposé à un risque technologique,  le transport de matières dangereuses. Un site publié par le BRGM permet d'évaluer simplement et rapidement les risques d'un bien localisé soit par son adresse soit par le numéro de sa parcelle.

#### Risques naturels
Certaines parties du territoire communal sont susceptibles d’être affectées par le risque d’inondation par débordement de cours d'eau, notamment la Barguelonne, la Séoune, la Petite Barguelonne et le Lendou. La cartographie des zones inondables en ex-Midi-Pyrénées réalisée dans le cadre du XIe Contrat de plan État-région, visant à informer les citoyens et les décideurs sur le risque d’inondation, est accessible sur le site de la DREAL Occitanie. La commune a été reconnue en état de catastrophe naturelle au titre des dommages causés par les inondations et coulées de boue survenues en 1982, 1996, 1999, 2007 et 2008,.
Lauzerte est exposée au risque de feu de forêt. Le département de Tarn-et-Garonne présentant toutefois globalement un niveau d’aléa moyen à faible très localisé, aucun Plan départemental de protection des forêts contre les risques d’incendie de forêt (PFCIF) n'a été élaboré. Le débroussaillement aux abords des maisons constitue l’une des meilleures protections pour les particuliers contre le feu,.

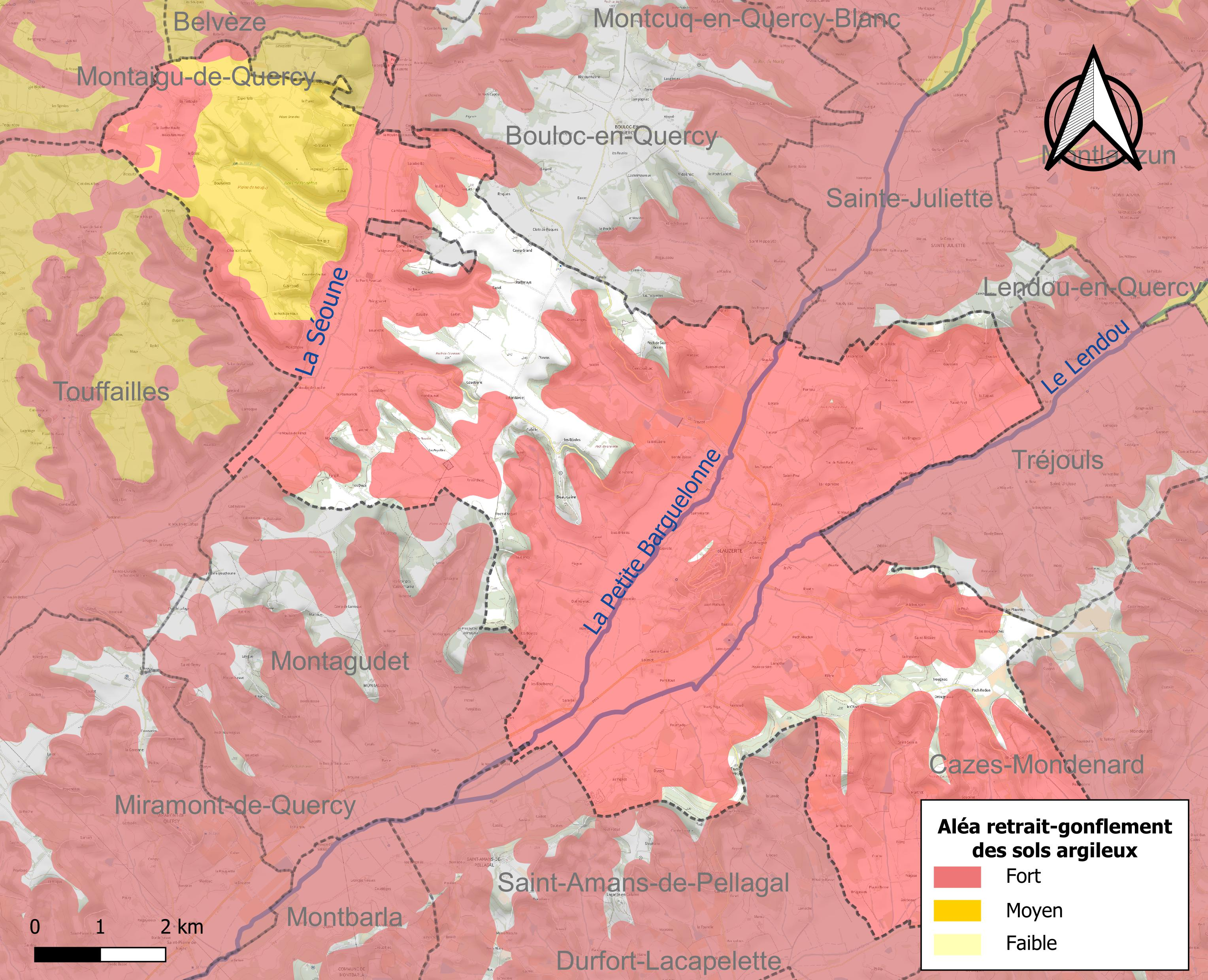
Carte des zones d'aléa retrait-gonflement des sols argileux de Lauzerte.

Les mouvements de terrains susceptibles de se produire sur la commune sont des tassements différentiels.
Le retrait-gonflement des sols argileux est susceptible d'engendrer des dommages importants aux bâtiments en cas d’alternance de périodes de sécheresse et de pluie. 85,5 % de la superficie communale est en aléa moyen ou fort (92 % au niveau départemental et 48,5 % au niveau national). Sur les 921 bâtiments dénombrés sur la commune en 2019, 863 sont en aléa moyen ou fort, soit 94 %, à comparer aux 96 % au niveau départemental et 54 % au niveau national. Une cartographie de l'exposition du territoire national au retrait gonflement des sols argileux est disponible sur le site du BRGM,.
Par ailleurs, afin de mieux appréhender le risque d’affaissement de terrain, l'inventaire national des cavités souterraines permet de localiser celles situées sur la commune.
Concernant les mouvements de terrains, la commune a été reconnue en état de catastrophe naturelle au titre des dommages causés par la sécheresse en 1989, 2002, 2003, 2005, 2006, 2009, 2011, 2012 et 2017, par des mouvements de terrain en 1999 et par des glissements de terrain en 1994.

#### Risques technologiques
Le risque de transport de matières dangereuses sur la commune est lié à sa traversée par des infrastructures routières ou ferroviaires importantes ou la présence d'une canalisation de transport d'hydrocarbures. Un accident se produisant sur de telles infrastructures est susceptible d’avoir des effets graves sur les biens, les personnes ou l'environnement, selon la nature du matériau transporté. Des dispositions d’urbanisme peuvent être préconisées en conséquence.

## Toponymie

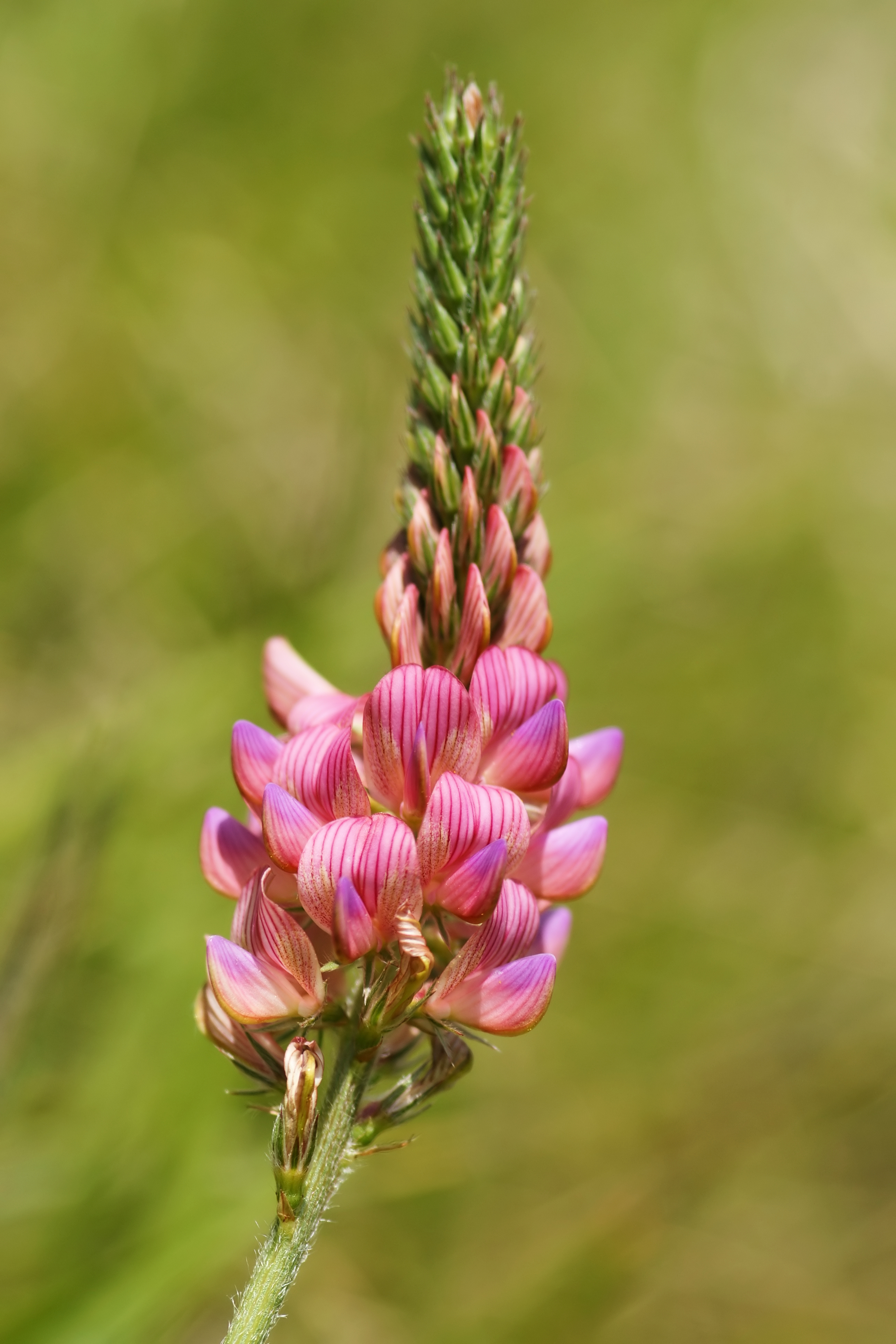
Lauzerte tire son nom du sainfoin, en occitan lauserta.

Son nom  est issu d'un des noms occitans du sainfoin, la lauserta. Une légende locale veut que le nom dérive du lézard, qui figure sur les armoiries de la ville, mais c'est une fausse interprétation : il symbolise l’oisiveté des sénéchaux au XVIIe siècle.

## Histoire
Raymond VI de Toulouse, qui y possédait déjà un château, fonde à Lauzerte une bastide, en lui concédant des coutumes.
La ville connaît par la suite la guerre de Cent Ans et les guerres de religion : aussi fallut-il reconstruire ses églises. Lors des guerres de religion, Symphorien de Durfort, sire de Duras, du parti huguenot, prend la ville grâce à une percée dans les murailles, à l'emplacement de l'actuelle rue de la Brèche. La totalité des 597 habitants, hommes, femmes et enfants, est tuée sur l'ordre de Duras.
Dans la maison des marchands, rue de la Gendarmerie, les boutiques occupaient le rez-de-chaussée, vendant à la clientèle les draps de lin du Quercy avec les épices venues des Indes, le blé ou le vin de Cahors. Ces commerçants s'adonnaient à l'usure, prêtant aux Anglais le paiement des rançons des prisonniers. Dans la même rue, les avancées de la maison à colombages rappellent que cette manière de construire économisait sur l'impôt.
Lauzerte fut chef-lieu de district de 1790 à 1795.

## Politique et administration

### Liste des maires

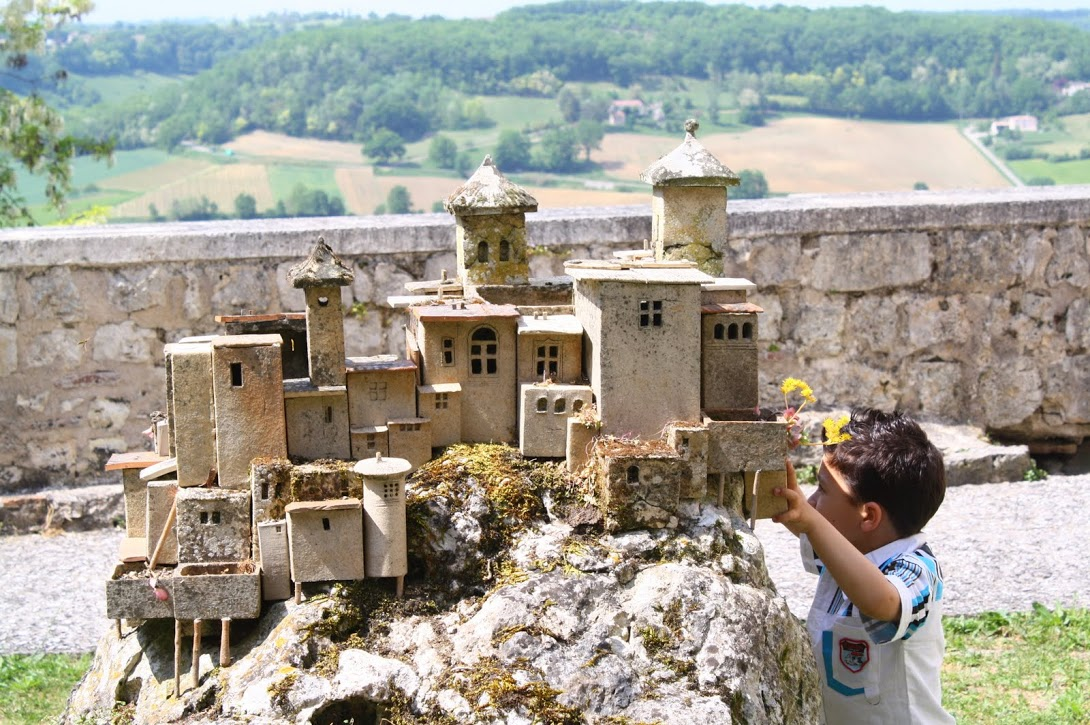
Un garçon avec miniature à l'office du maire.

| Période                                  | Période   | Identité                  | Étiquette | Qualité                        |
| ---------------------------------------- | --------- | ------------------------- | --------- | ------------------------------ |
| Les données manquantes sont à compléter. |           |                           |           |                                |
| 1884                                     | 1888      | Jules Pontie              |           |                                |
| 1888                                     | 1892      | Charles Corbarieu         |           |                                |
| 1892                                     | 1896      | Armand Latreille          |           |                                |
| 1896                                     | 1904      | Jean Baron                |           |                                |
| 1904                                     | 1912      | Génulphe Pontie           |           |                                |
| 1912                                     | 1942      | Étienne Baron             |           |                                |
| 1942                                     | 1944      | Edmond Delcer             |           |                                |
| 1944                                     | 1945      | Jean-Baptiste Lafargue    |           |                                |
| 1945                                     | 1954      | Paul Leygue               |           | Conseiller général (1945-1949) |
| 1954                                     | 1977      | Lucien Pax                |           |                                |
| 1977                                     | 1989      | Marcel Dalquié            | app. PS   | Conseiller général (1977-1992) |
| 1989                                     | mars 2008 | Alain Chauve              | PRG       |                                |
| mars 2008                                | mars 2014 | Bernard Rey               | PRG       |                                |
| mars 2014                                | 2020      | Jean-Claude Giordana      | DVG       |                                |
| 2020                                     | En cours  | François-Thierry Le Moing |           |                                |

### Instances administratives
Lauzerte possède un centre de secours, une gendarmerie, une poste, une maison de retraite, un office de tourisme.

## Population et société

### Démographie
L'évolution du nombre d'habitants est connue à travers les recensements de la population effectués dans la commune depuis 1793. Pour les communes de moins de 10 000 habitants, une enquête de recensement portant sur toute la population est réalisée tous les cinq ans, les populations de référence des années intermédiaires étant quant à elles estimées par interpolation ou extrapolation. Pour la commune, le premier recensement exhaustif entrant dans le cadre du nouveau dispositif a été réalisé en 2008.

En 2022, la commune comptait 1 447 habitants, en évolution de −0,96 % par rapport à 2016 (Tarn-et-Garonne : +3,12 %, France hors Mayotte : +2,11 %).
| 1793  | 1800  | 1806  | 1821  | 1831  | 1836  | 1841  | 1846  | 1851  |
| ----- | ----- | ----- | ----- | ----- | ----- | ----- | ----- | ----- |
| 2 883 | 3 608 | 3 566 | 3 488 | 3 685 | 3 508 | 3 444 | 3 513 | 3 428 |

| 1856  | 1861  | 1866  | 1872  | 1876  | 1881  | 1886  | 1891  | 1896  |
| ----- | ----- | ----- | ----- | ----- | ----- | ----- | ----- | ----- |
| 3 147 | 3 096 | 2 960 | 2 895 | 2 852 | 2 660 | 2 547 | 2 377 | 2 273 |

| 1901  | 1906  | 1911  | 1921  | 1926  | 1931  | 1936  | 1946  | 1954  |
| ----- | ----- | ----- | ----- | ----- | ----- | ----- | ----- | ----- |
| 2 104 | 1 971 | 1 975 | 1 707 | 1 854 | 1 850 | 1 852 | 1 886 | 1 856 |

| 1962  | 1968  | 1975  | 1982  | 1990  | 1999  | 2006  | 2008  | 2013  |
| ----- | ----- | ----- | ----- | ----- | ----- | ----- | ----- | ----- |
| 1 816 | 1 802 | 1 654 | 1 635 | 1 529 | 1 487 | 1 501 | 1 505 | 1 479 |

| 2018  | 2022  | - | - | - | - | - | - | - |
| ----- | ----- | - | - | - | - | - | - | - |
| 1 447 | 1 447 | - | - | - | - | - | - | - |

### Enseignement
Lauzerte possède une école maternelle et primaire ainsi qu'un collège.

## Économie

### Revenus
En 2018, la commune compte 640 ménages fiscaux, regroupant 1 323 personnes. La médiane du revenu disponible par unité de consommation est de 18 750 € (20 140 € dans le département).

### Emploi
|                | 2008  | 2013   | 2018   |
| -------------- | ----- | ------ | ------ |
| Commune        | 6,8 % | 13,1 % | 12,9 % |
| Département    | 8,4 % | 10,2 % | 10,3 % |
| France entière | 8,3 % | 10 %   | 10 %   |

En 2018, la population âgée de 15 à 64 ans s'élève à 774 personnes, parmi lesquelles on compte 77,6 % d'actifs (64,7 % ayant un emploi et 12,9 % de chômeurs) et 22,4 % d'inactifs,. En  2018, le taux de chômage communal (au sens du recensement) des 15-64 ans est supérieur à celui du département et de la France, alors qu'en 2008 la situation était inverse.
La commune est hors attraction des villes,. Elle compte 644 emplois en 2018, contre 629 en 2013 et 612 en 2008. Le nombre d'actifs ayant un emploi résidant dans la commune est de 518, soit un indicateur de concentration d'emploi de 124,3 % et un taux d'activité parmi les 15 ans ou plus de 49 %.
Sur ces 518 actifs de 15 ans ou plus ayant un emploi, 291 travaillent dans la commune, soit 56 % des habitants. Pour se rendre au travail, 82 % des habitants utilisent un véhicule personnel ou de fonction à quatre roues, 0,2 % les transports en commun, 7,8 % s'y rendent en deux-roues, à vélo ou à pied et 10 % n'ont pas besoin de transport (travail au domicile).

### Activités hors agriculture

#### Secteurs d'activités
178 établissements sont implantés  à Lauzerte au 31 décembre 2019. Le tableau ci-dessous en détaille le nombre par secteur d'activité et compare les ratios avec ceux du département,.
| Secteur d'activité                                                                                        | Commune | Commune | Département |
| Secteur d'activité                                                                                        | Nombre  | %       | %           |
| --- | ------- | ------- | ----------- |
| Ensemble                                                                                                  | 178     | 100 %   | (100 %)     |
| Industrie manufacturière, industries extractives et autres                                                | 15      | 8,4 %   | (9,6 %)     |
| Construction                                                                                              | 25      | 14 %    | (14,9 %)    |
| Commerce de gros et de détail, transports, hébergement et restauration                                    | 53      | 29,8 %  | (29,7 %)    |
| Information et communication                                                                              | 3       | 1,7 %   | (1,9 %)     |
| Activités financières et d'assurance                                                                      | 6       | 3,4 %   | (3,4 %)     |
| Activités immobilières                                                                                    | 9       | 5,1 %   | (3,3 %)     |
| Activités spécialisées, scientifiques et techniques et activités de services administratifs et de soutien | 22      | 12,4 %  | (14,1 %)    |
| Administration publique, enseignement, santé humaine et action sociale                                    | 30      | 16,9 %  | (13,6 %)    |
| Autres activités de services                                                                              | 15      | 8,4 %   | (9,3 %)     |

Le secteur du commerce de gros et de détail, des transports, de l'hébergement et de la restauration est prépondérant sur la commune puisqu'il représente 29,8 % du nombre total d'établissements de la commune (53 sur les 178 entreprises implantées  à Lauzerte), contre 29,7 % au niveau départemental.

#### Entreprises et commerces
Les six entreprises ayant leur siège social sur le territoire communal qui génèrent le plus de chiffre d'affaires en 2023 sont : 
- Lakshmi, hypermarchés (13 220 k€)
- BH Materiaux, commerce de gros (commerce interentreprises) de bois et de matériaux de construction (3 163 k€)
- Ambulances Taxis Lorette, ambulances (643 k€)
- Les 4 saisons, pizzeria ETNA, 460k€
- Auto Ecole Caroline, enseignement de la conduite (278 k€)
- Financiere Pardo, fonds de placement et entités financières similaires (180 k€)

### Agriculture
La commune est dans le « Bas-Quercy de Montpezat », une petite région agricole couvrant une bande nord  du département de Tarn-et-Garonne. En 2020, l'orientation technico-économique de l'agriculture  sur la commune est la polyculture et/ou le polyélevage. 
|               | 1988  | 2000  | 2010  | 2020  |
| ------------- | ----- | ----- | ----- | ----- |
| Exploitations | 123   | 91    | 65    | 63    |
| SAU (ha)      | 2 698 | 2 867 | 2 709 | 2 950 |

Le nombre d'exploitations agricoles en activité et ayant leur siège dans la commune est passé de 123 lors du recensement agricole de 1988  à 91 en 2000 puis à 65 en 2010 et enfin à 63 en 2020, soit une baisse de 49 % en 32 ans. Le même mouvement est observé à l'échelle du département qui a perdu pendant cette période 57 % de ses exploitations,. La surface agricole utilisée sur la commune a quant à elle augmenté, passant de 2 698 ha en 1988 à 2 950 ha en 2020. Parallèlement la surface agricole utilisée moyenne par exploitation a augmenté, passant de 22 à 47 ha.

## Culture locale et patrimoine

### Lieux et monuments
- La ville est perchée sur son promontoire, ouvrant ses fenêtres sur un panorama généreusement offert depuis la Barbacane ou la promenade de l'Éveillé.

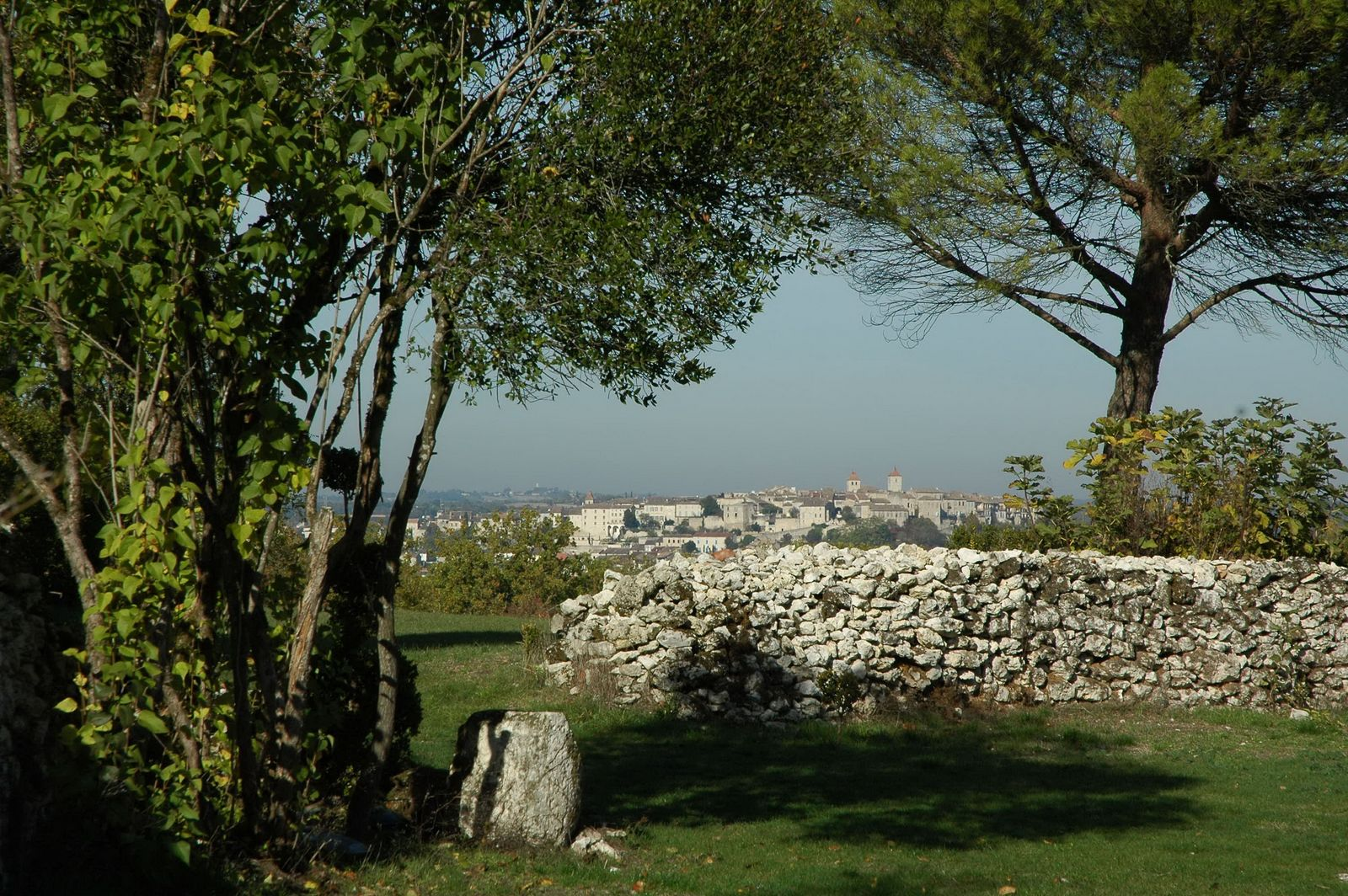
Vue sur la colline lauzertine depuis le Domaine du Chartron

- Vue sur la colline lauzertine depuis le Domaine du ChartronOn peut y voir, dans la vieille ville, des maisons du XIIIe siècle, à façades de bois et fenêtres géminées, d'autres de la Renaissance à fenêtres à meneaux, d'autres encore formant rempart ; colombages et pierres blanches, et des rues descendantes bordées d'histoire.
- Un chemin de ronde incliné mène à la place des Cornières aux couverts marchands ; des esplanades plus récentes offrent leur panorama.
- Église Saint-Amans de Lespinasse[45].
- Église Saint-Didier de Cadamas[45].
- Église Saint-Fort de Saint-Fort[45].
- Église Saint-Jean de Salles[45]. L'édifice est référencé dans la base Mérimée et à l'Inventaire général Région Occitanie[46]. Plusieurs objets sont référencés dans la base Palissy[46].
- Chapelle de la maison de retraite de Lauzerte.
- Chapelle Saint-Mathurin de Lauzerte.
- Église du couvent des Clarisses de Lauzerte.
- Église Saint-Martin de Carcès[45]. L'édifice est référencé dans la base Mérimée et à l'Inventaire général Région Occitanie[47]. Une cloche est référencée dans la base Palissy[47].
- Église Saint-Pierre-ès-Liens de Moncessou[45].
- Église Saint-Symphorien de Lauzerte[45]. L'édifice est référencé dans la base Mérimée et à l'Inventaire général Région Occitanie[48].
- Église Saint-Sernin-du-Bosc de Lauzerte[45]. L'édifice a été classé au titre des monuments historiques en 1995[49].
- La chapelle de l'hospice.

Reconstruite vers 1830, elle accueillait pèlerins et mendiants sur le chemin de Saint-Jacques-de-Compostelle.

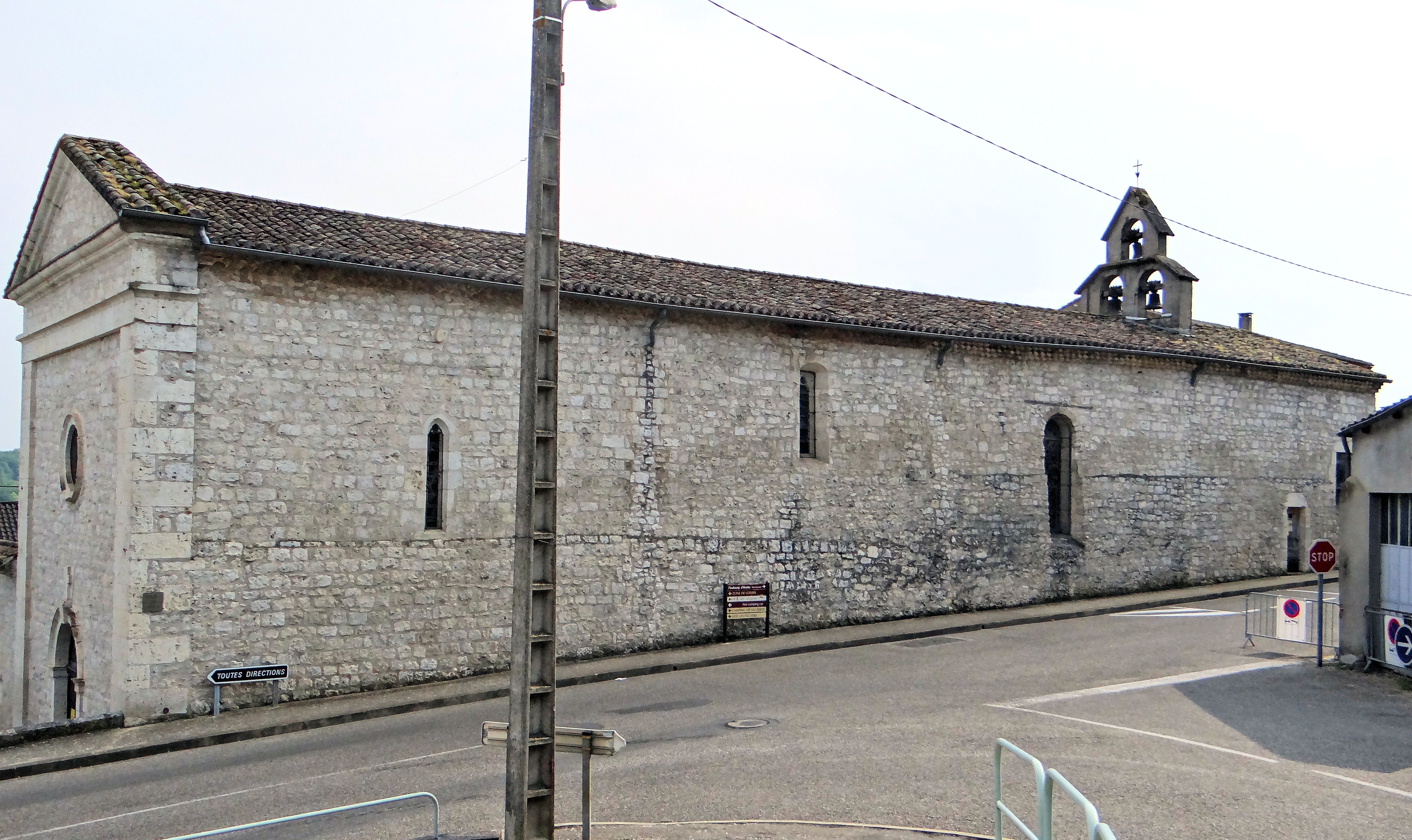
Église des Carmes de Lauzerte
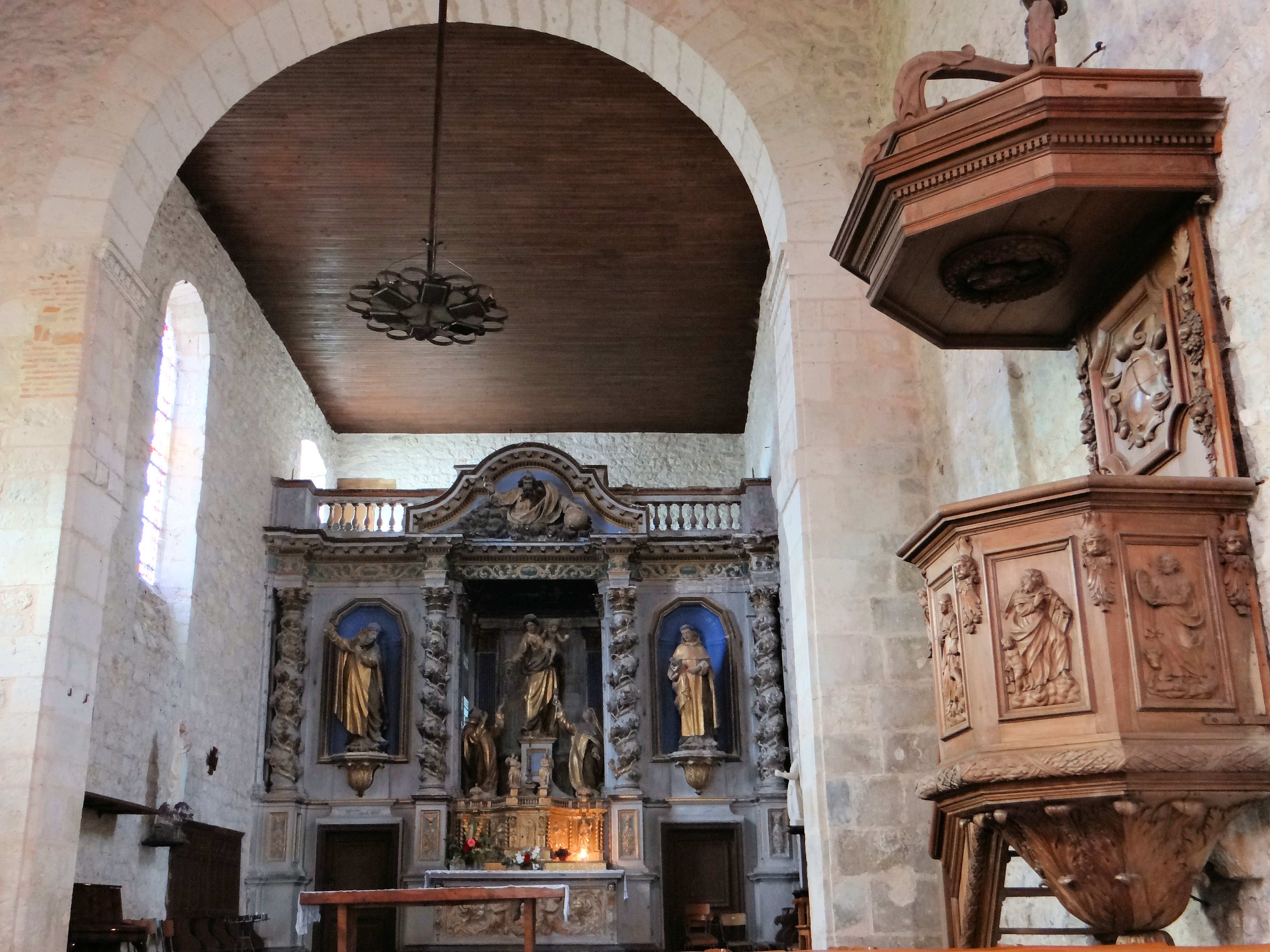
Intérieur de l'église des Carmes de Lauzerte
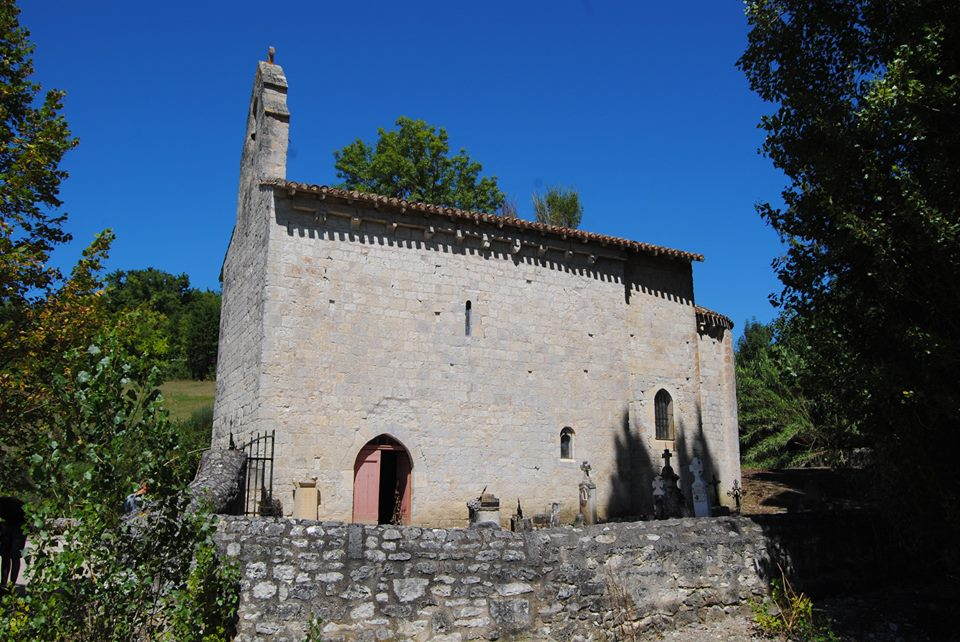
Église Saint-Sernin-du-Bosc de Lauzerte
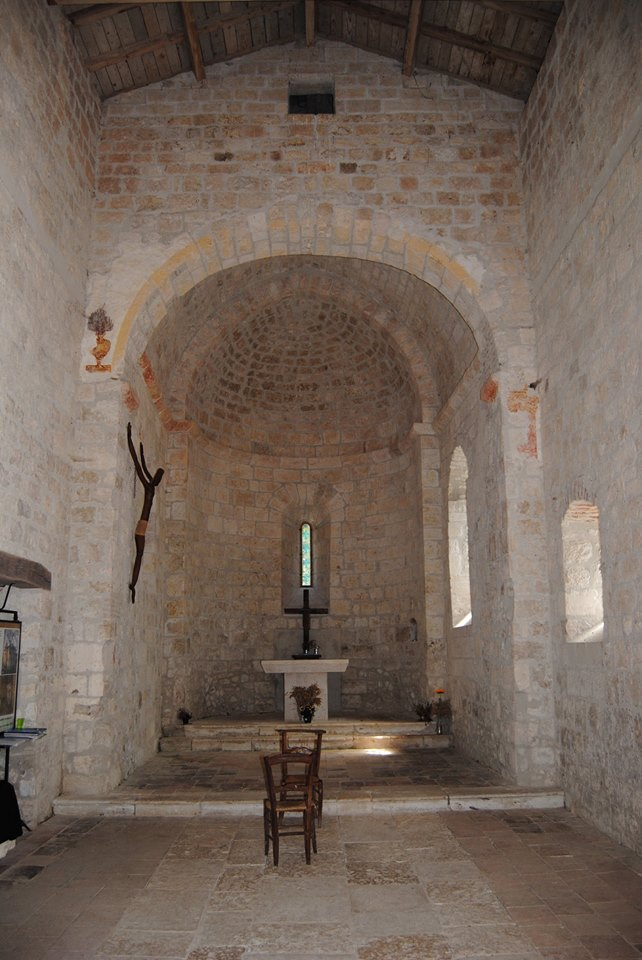
Intérieur de l'église Saint-Sernin-du-Bosc de Lauzerte
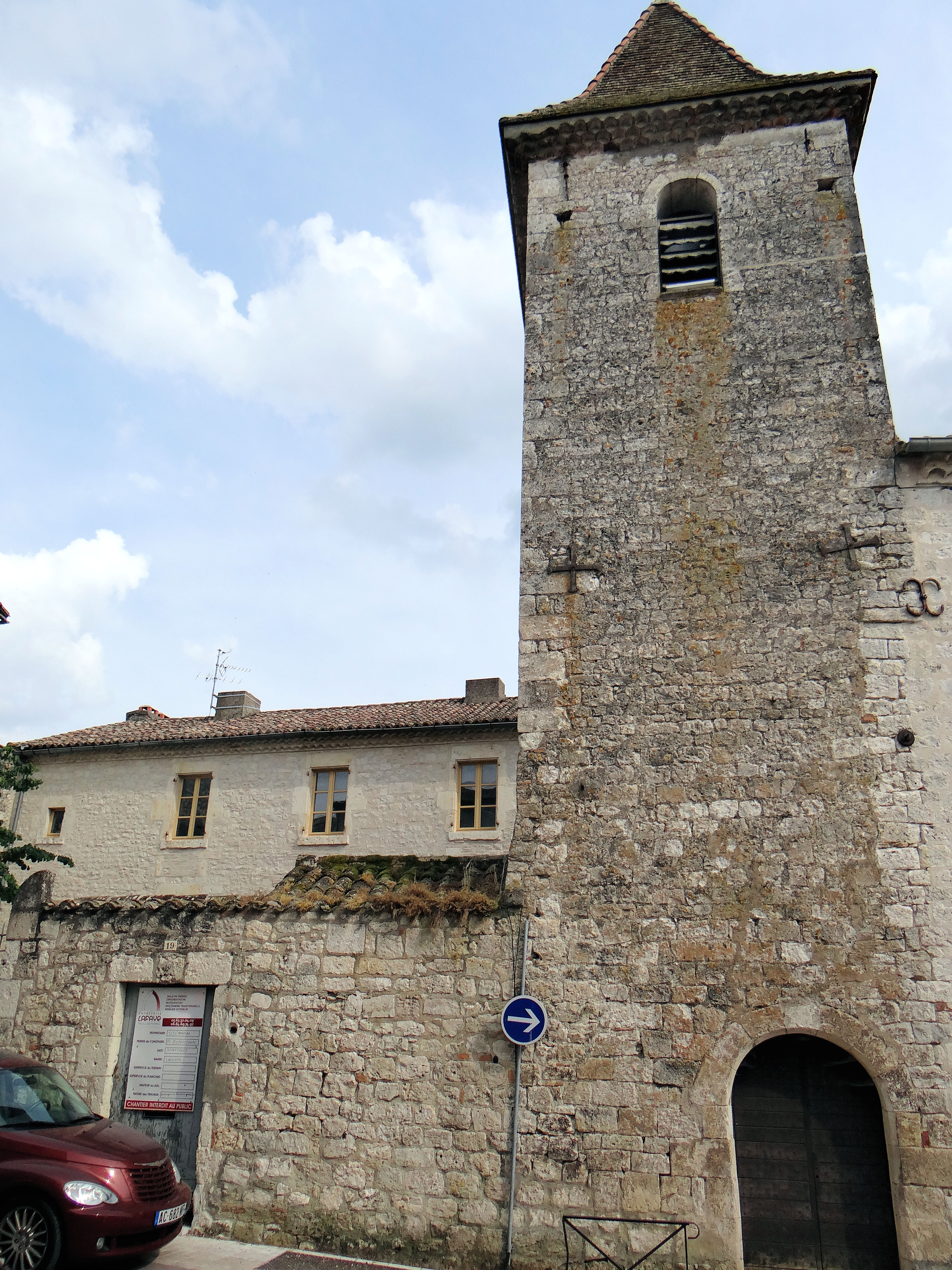
Église du couvent des Clarisses de Lauzerte

- L'église des Carmes

Les façades et toitures ont été inscrits au titre des monuments historiques en 1974. La chaire est référencé dans la base Palissy.
À la sortie du faubourg d'Auriac, elle garde le nom de l'ordre religieux du Carmel qui fonda ici un couvent au XIVe siècle. Elle a un chevet plat et une nef unique, reconstruite en 1673.
On y voit la Notre-Dame du Mont Carmel remettre le scapulaire à saint Simon Stock et à sainte Thérèse d'Ávila ; et dans les niches latérales, le prophète Élie et saint Jean de la Croix. Elle possède un retable.
- L'église Saint-Barthélemy[45]

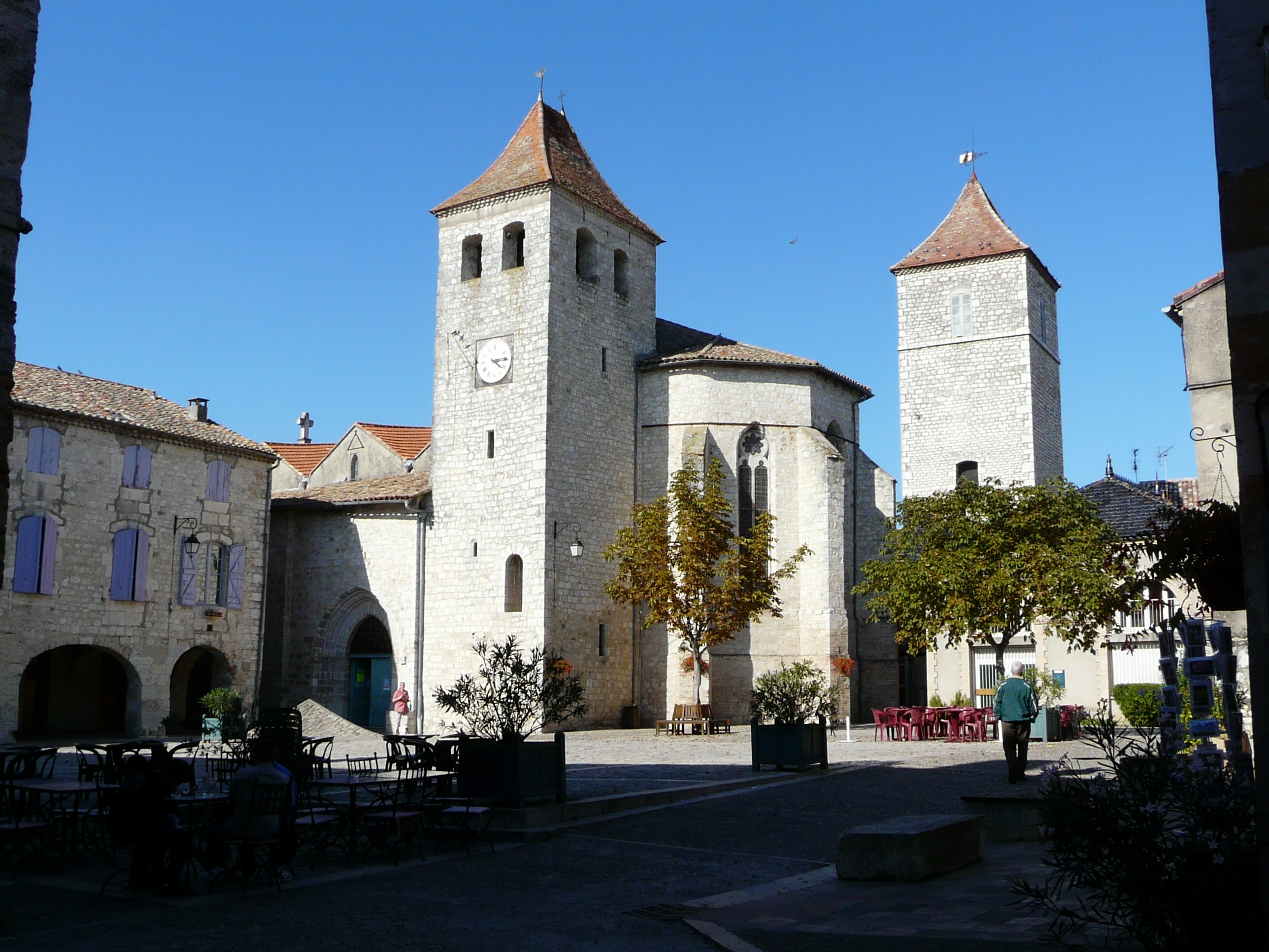
L'église Saint-Barthélemy.

L'édifice a été inscrit au titre des monuments historiques en 1976. Plusieurs objets sont référencés dans la base Palissy.
Dans la ville haute, elle possède un clocher carré très sobre.
Elle présente deux façades des XIVe et XIXe siècles. Elle a été agrandie et voûtée d'ogives de 1591 à 1654 : abside à cinq pans, large nef unique à trois travées flanquée de six chapelles, clocher rectangulaire. À l'intérieur, le Christ en cuir est l’œuvre d'un prisonnier en échange de sa libération.
Elle possède un retable en bois doré consacré à la Vierge, véritable chef-d'œuvre de l'art baroque.
- Le monastère des capucins

Monastère de moines mendiants, fondé au XIIe siècle, il fut occupé par des capucins jusqu'en 1789. S'étant fait chasser du monastère par les révolutionnaires français, ces derniers se dispersèrent à travers la France.

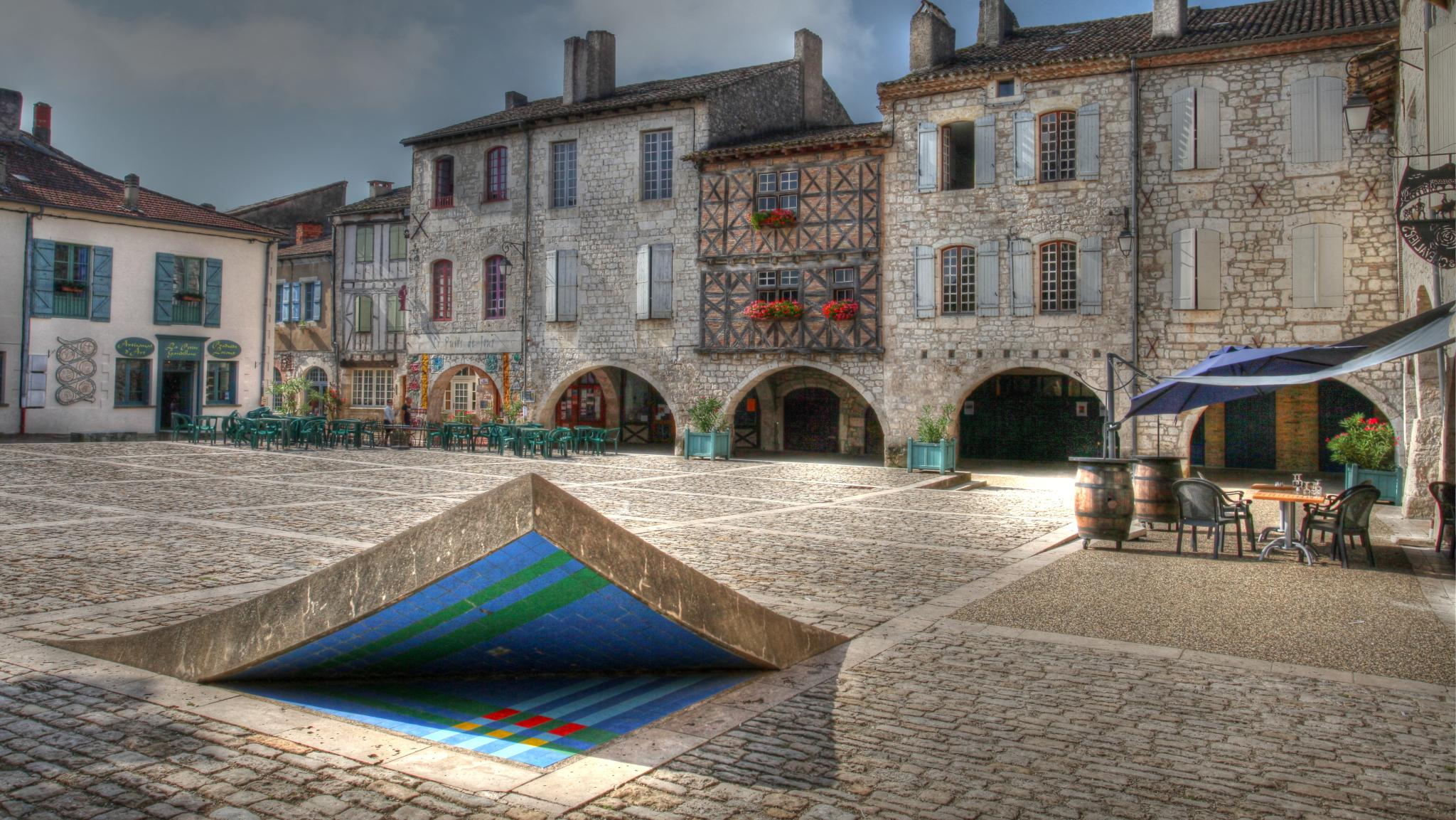
La Place des Cornières.

Une légende relate que, depuis cette date, le père Calixte, revient tous les soirs de Noël au douzième coup de minuit. Ayant entendu parler de cette tradition de revenant, l'entrepreneur ayant réalisé la restauration du monastère, désireux de vérifier si elle était fondée, vint se poster dans la cellule du père Calixte le 24 décembre 1972 peu avant minuit, accompagné de sa fille. Installés en silence dans une obscurité complète, ils virent apparaître juste après minuit, non pas le moine dans sa robe de bure, mais une lumière douce sur l'âtre de la cheminée, de la forme et de la dimension d'une assiette, éclairant l'ensemble de la pièce. Le phénomène ne dura que quelques secondes puis se reproduisit quelques instants plus tard avant de disparaître définitivement.
Le monastère a reçu le trophée de La Tour D'or en 1980, pour la restauration de ce lieu.
- Météorologie

Le village de Lauzerte comprend une des cinq stations Météo-France du département. Elle relève la température, la pluie, le vent ainsi que tout autre paramètre météorologique. Son exposition, très sujette au vent, lui a permis de relever une rafale supérieure à 100 km/h le 28 juillet 2006, à la suite d'un violent orage remontant du département du Gers.

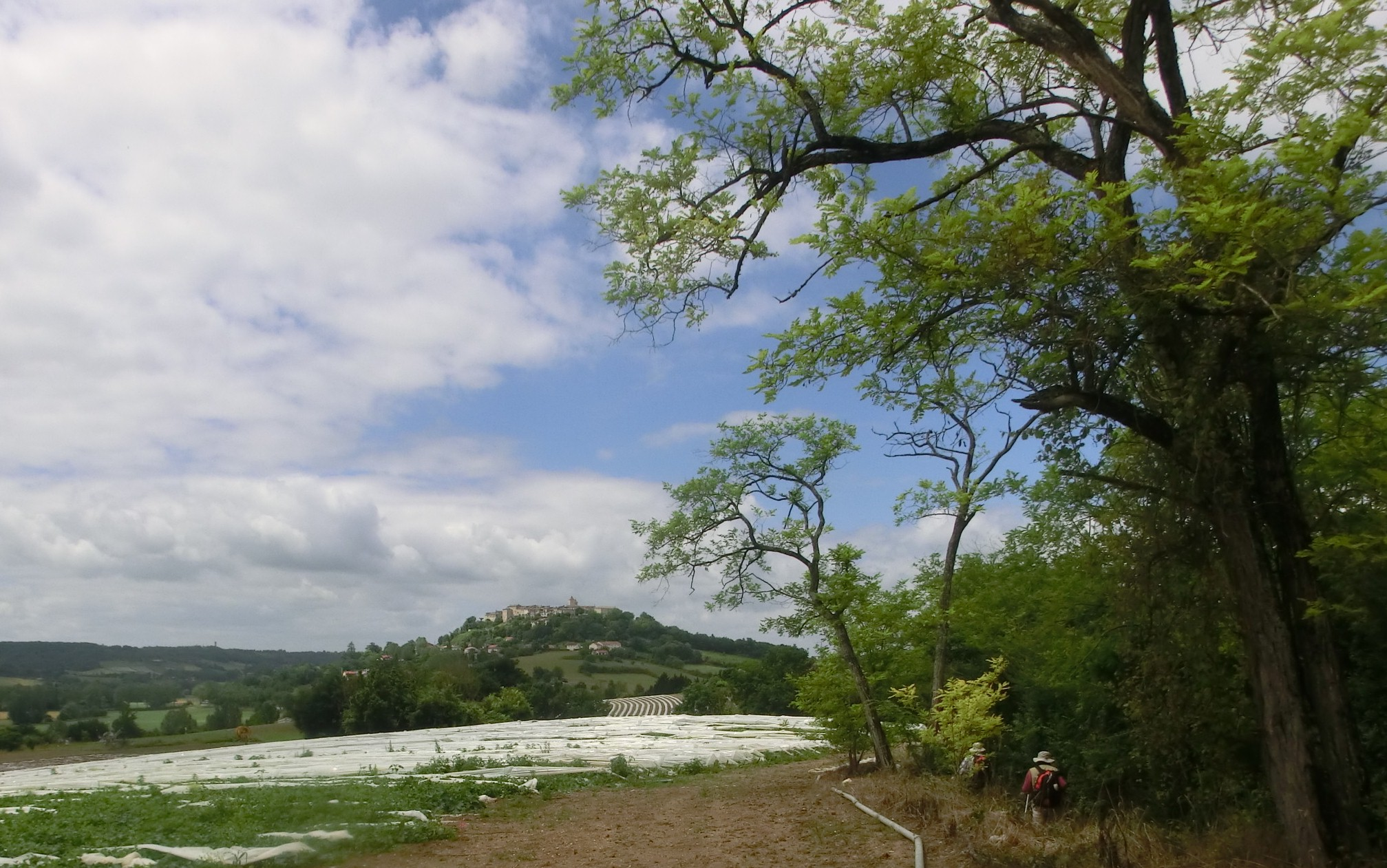
Lauzerte perchée sur son promontoire.
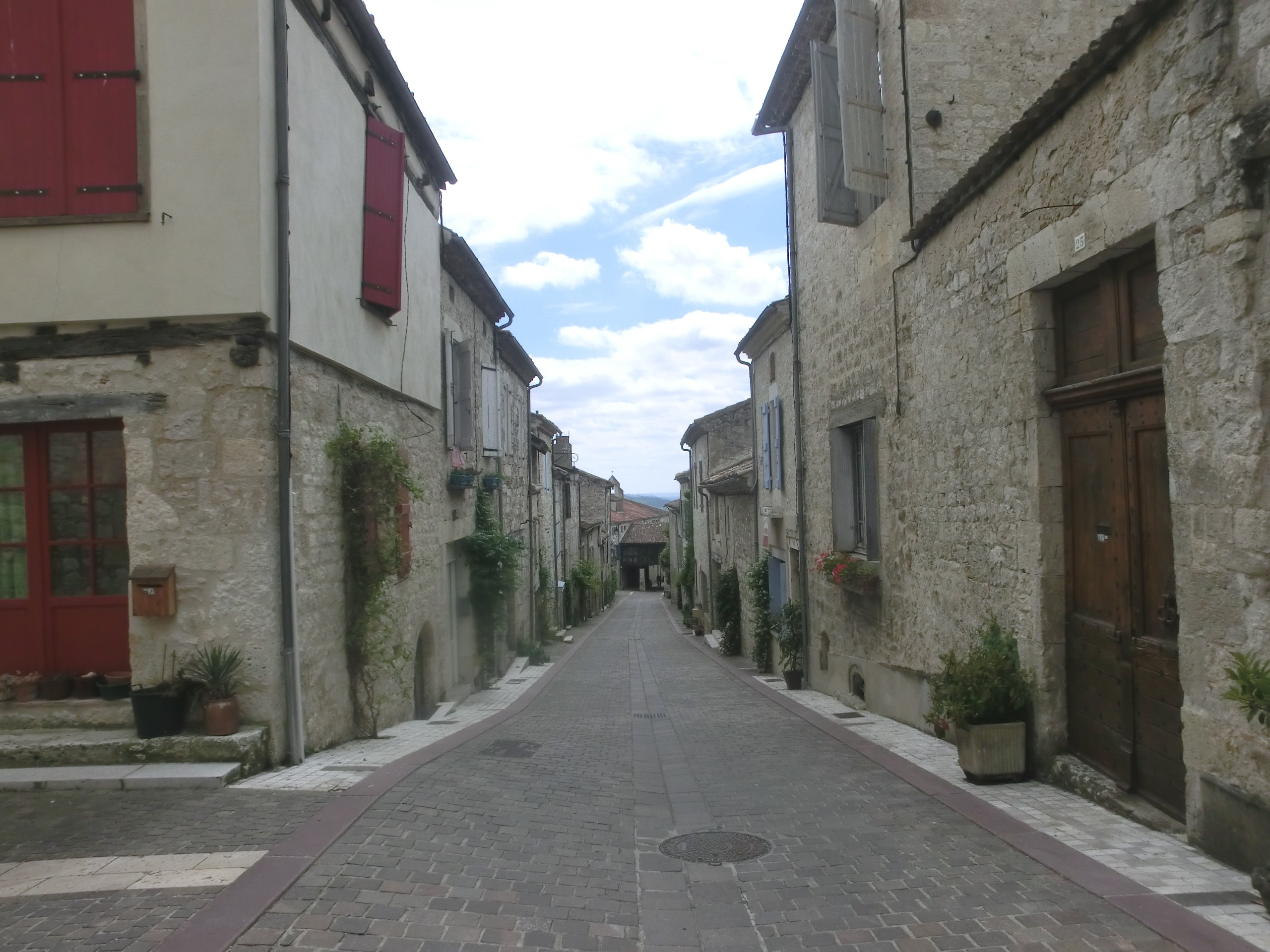
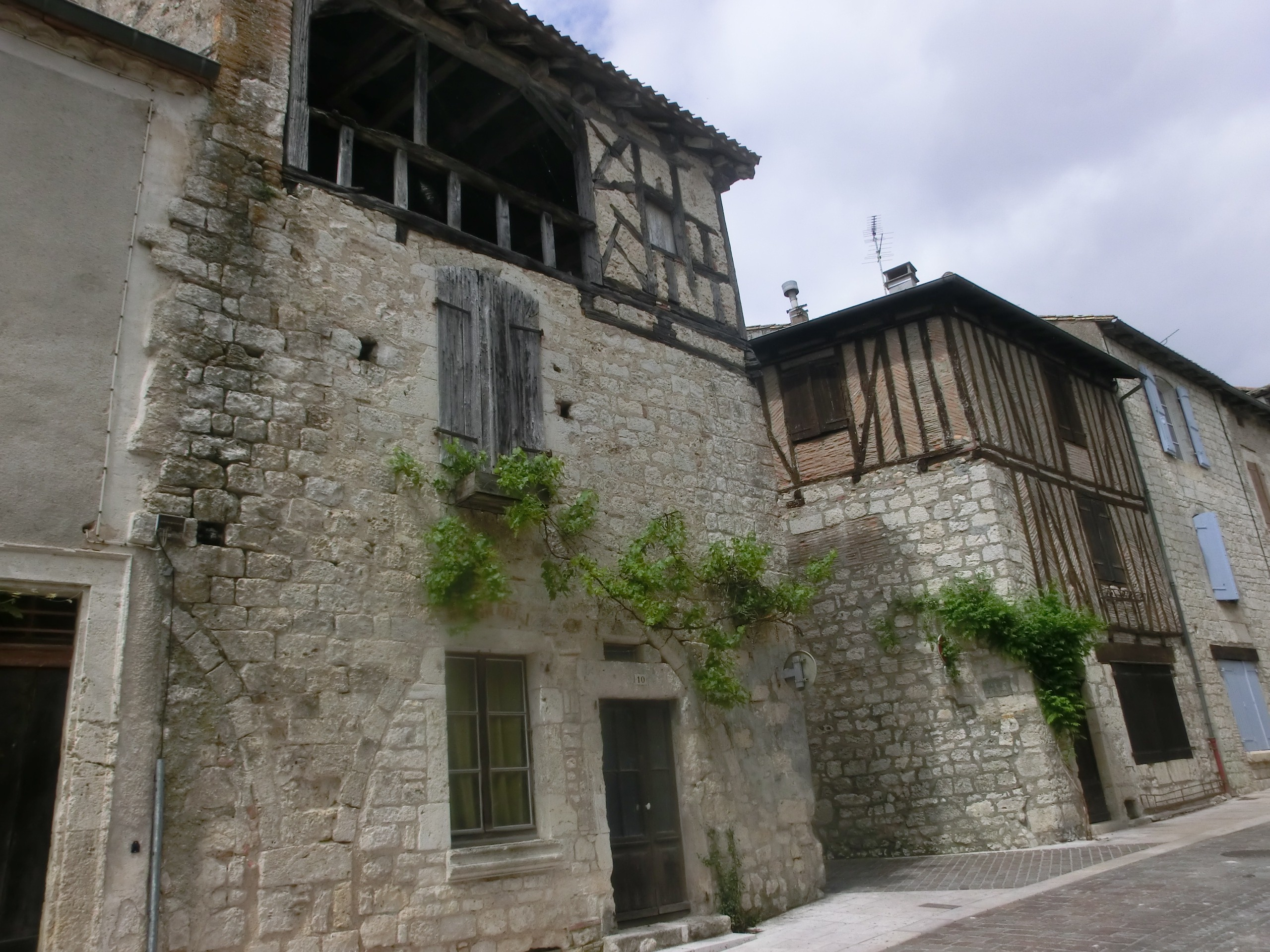
Vieilles maison .
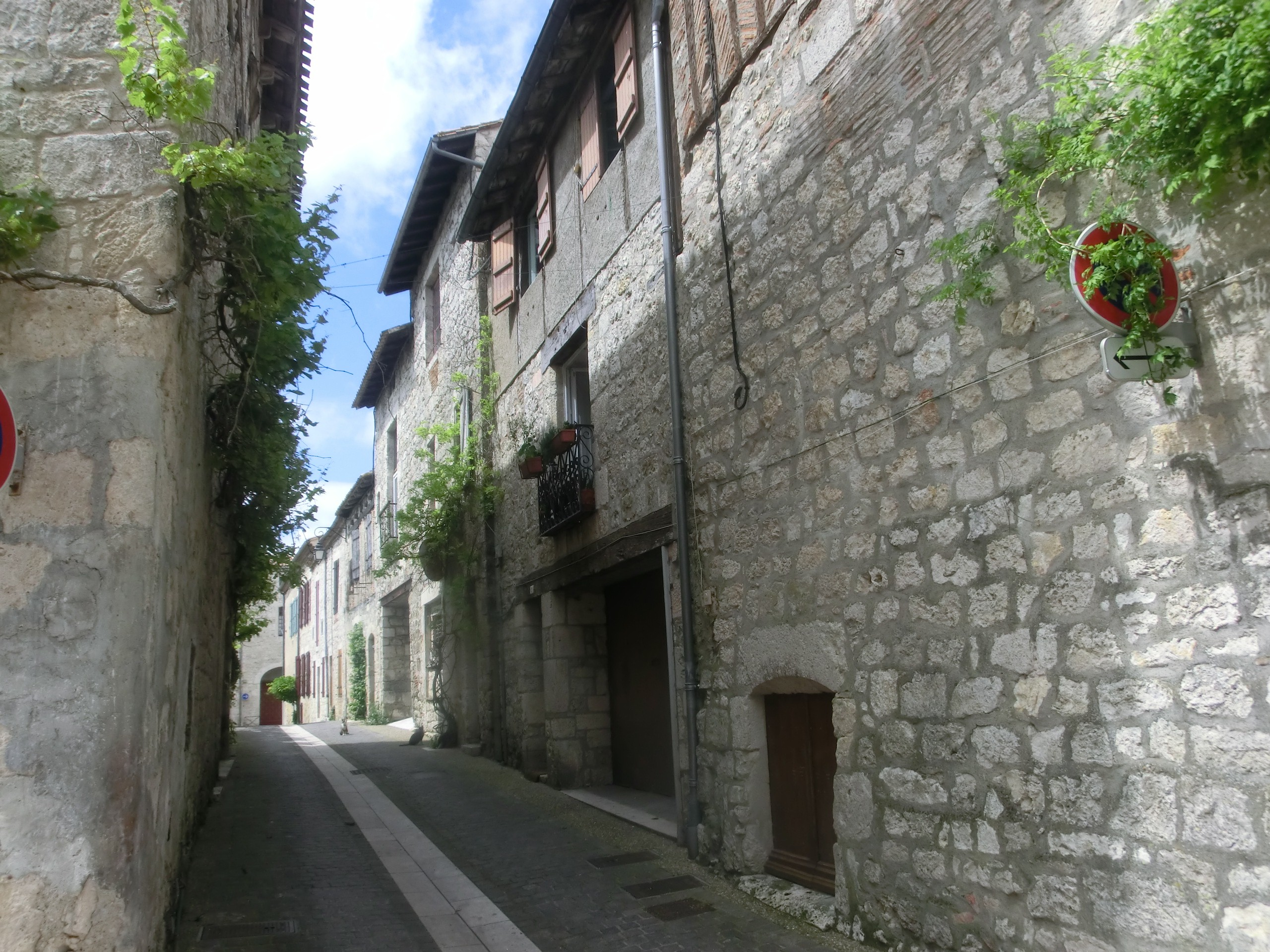

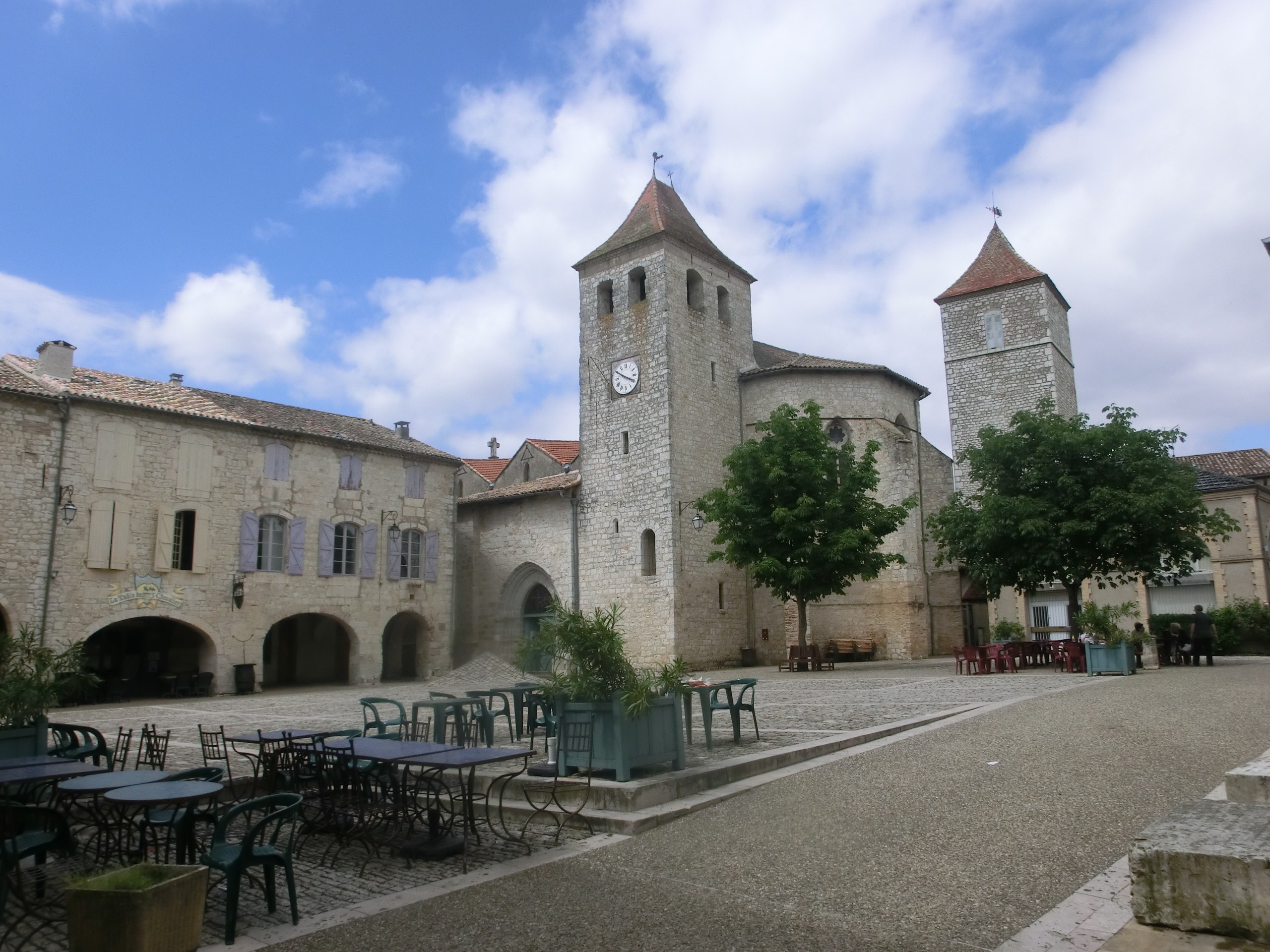
L'église St-Barthélémy.
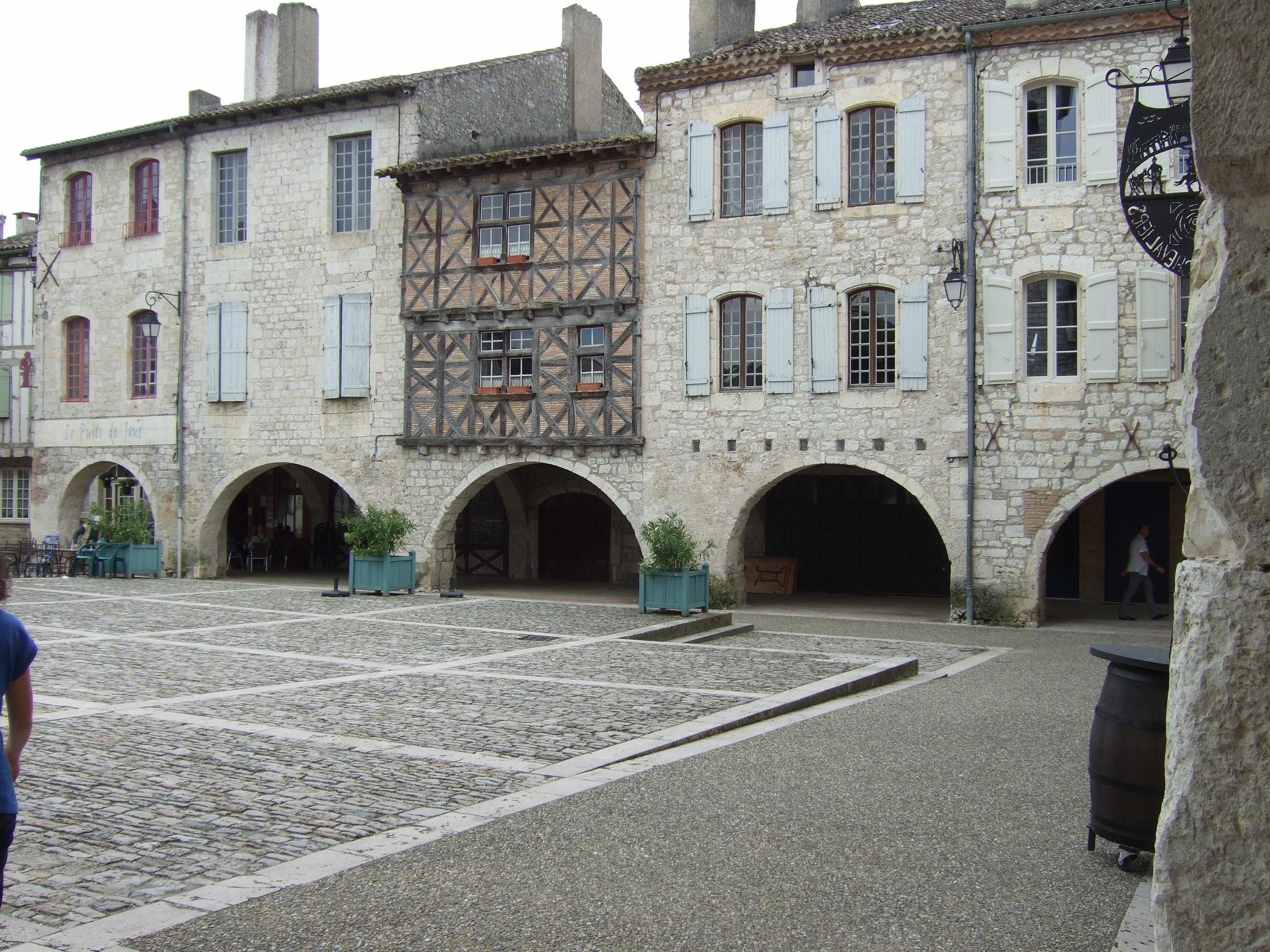
La place des cornières.
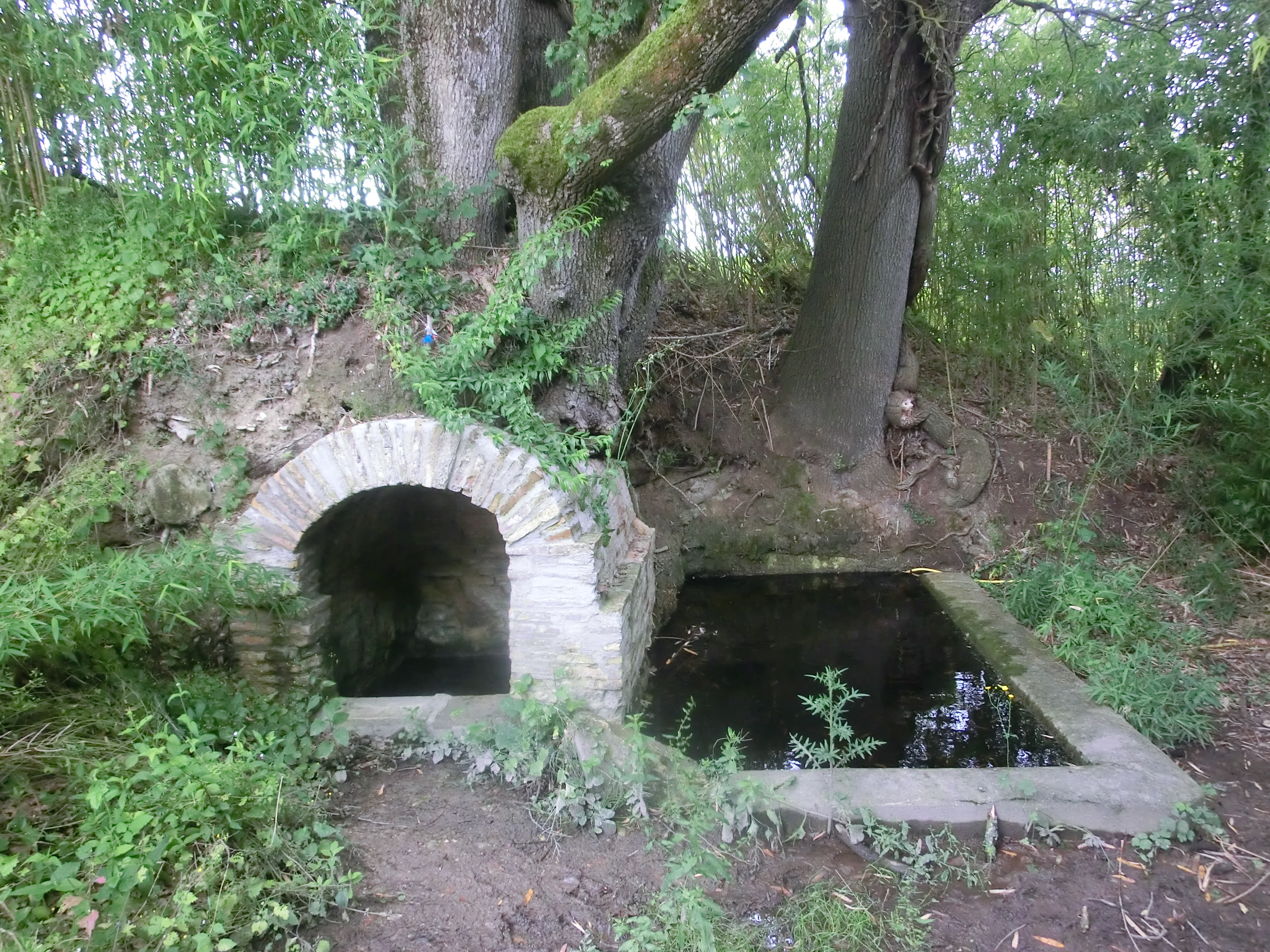
Fontaine et abreuvoir à la sortie de Lauzerte sur le Chemin de Compostelle.
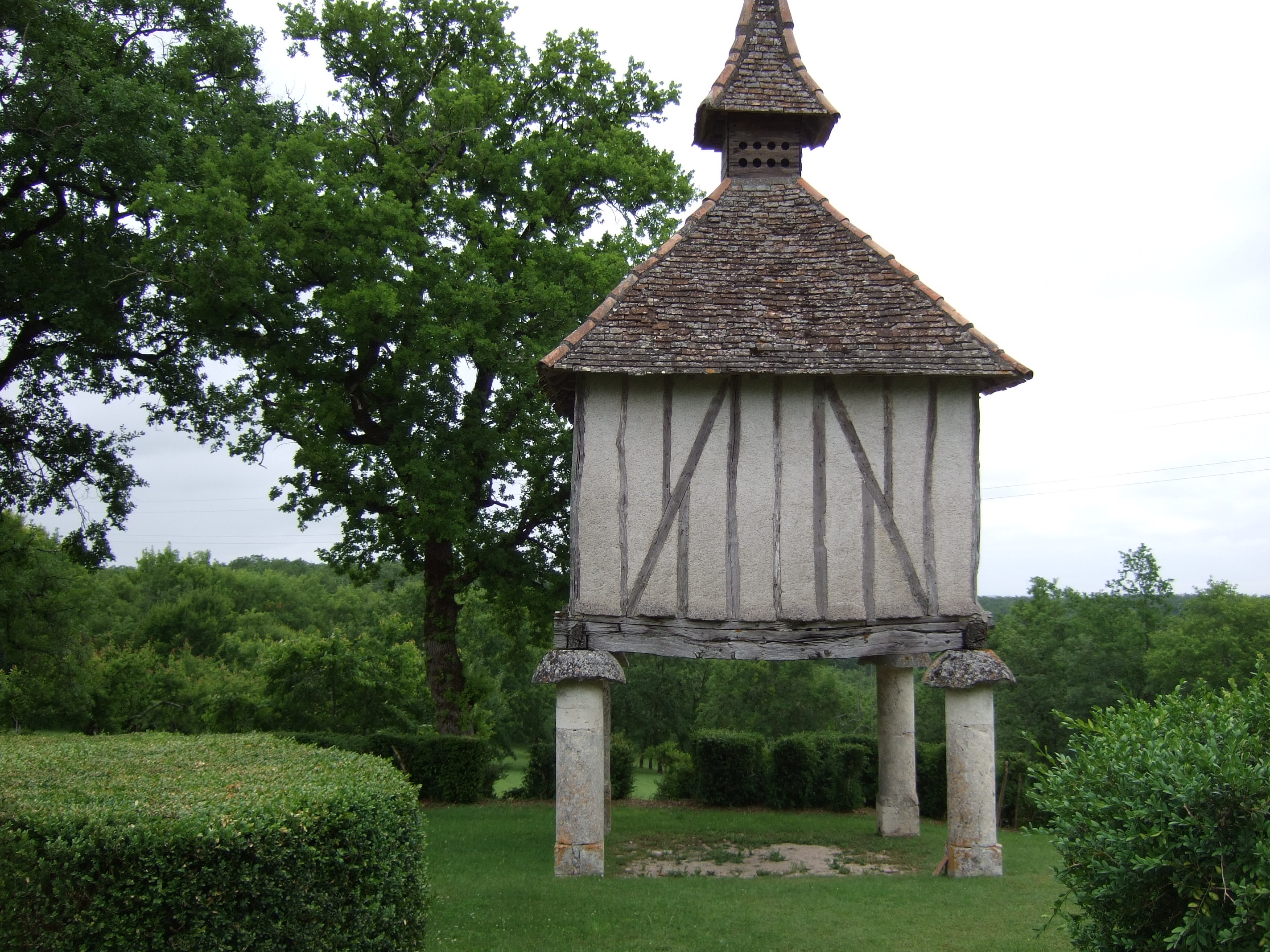
Pigeonnier à la sortie de Lauzerte.
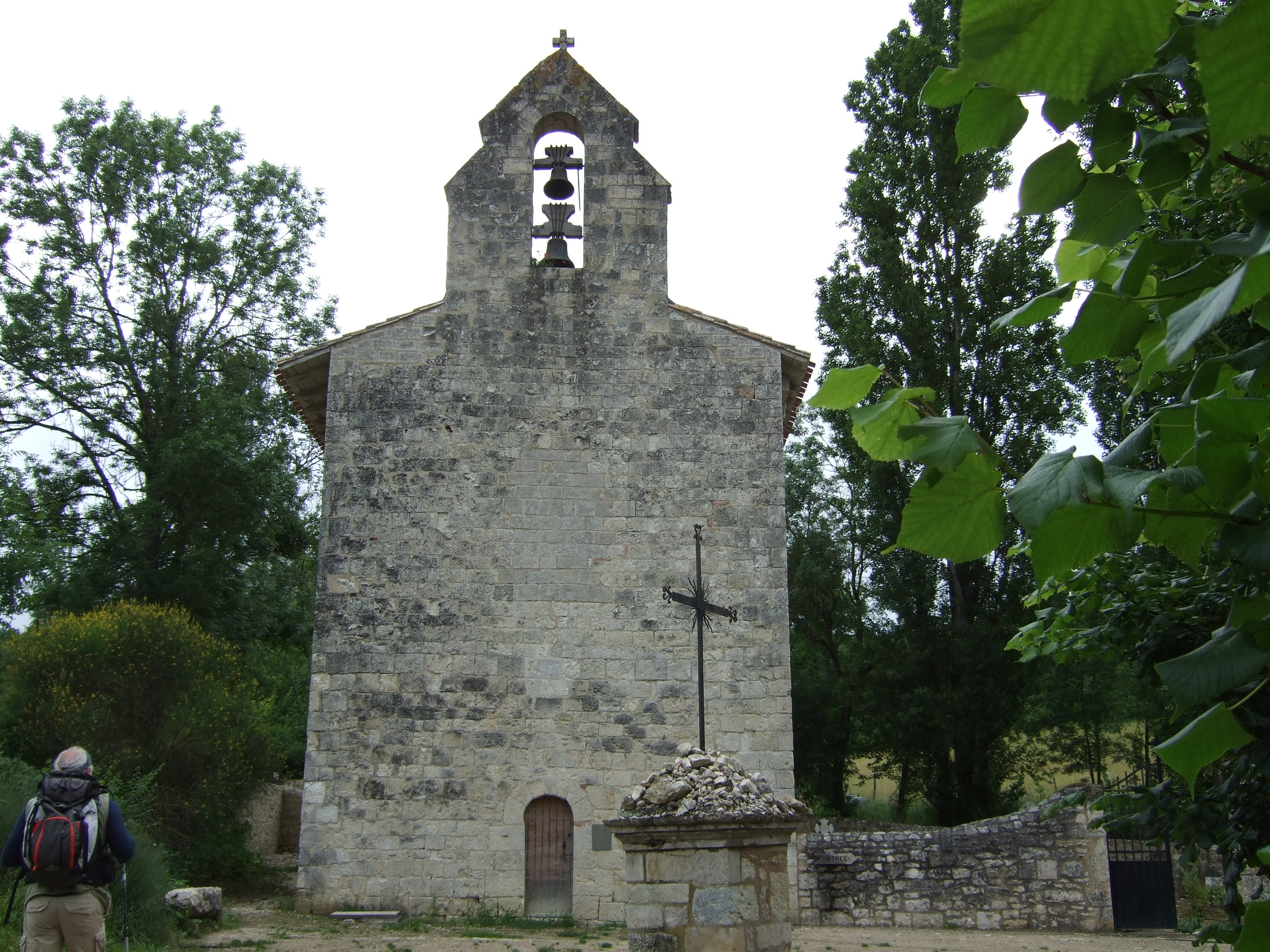
La chapelle Saint-Sernin non loin de Lauzerte.

### Le pèlerinage de Compostelle
La commune est située sur la via Podiensis et via Arvernha du pèlerinage de Saint-Jacques-de-Compostelle. La chapelle Saint-Sernin du Bosc date du XIe siècle.
On vient de Montcuq, la prochaine commune est Moissac, et son abbaye Saint-Pierre.

### Personnalités liées à la commune
- Étienne Baron : homme politique français.
- Pierre-Paul Cavaillé : peintre.
- André Étienne Justin Pascal Joseph François d'Audebert de Férussac : naturaliste et homme politique.
- Pierre Louis Jérôme Gustave de Combarieu : militaire et homme politique.
- Léonce d'Escayrac-Lauture : conseiller général de Lauzerte, député de Tarn-et-Garonne et pair de France.
- Arnaud Gouges-Cartou : député de la sénéchaussée de Lauzerte aux États généraux, auteur d'un projet de déclaration des droits de l'homme.
- Paul Lacombe : historien.
- Paul Leygue : ancien maire de Lauzerte et ancien président du conseil général de Tarn-et-Garonne (1945-1952).
- Hugues-Guillaume-Bernard-Joseph Monmayou : homme politique.
- Jean-Baptiste Rey : compositeur et chef d'orchestre.
- Louis-Charles-Joseph Rey : violoncelliste.
- Famille de Durfort.

### Héraldique
| Blason de Lauzerte | Blason  | Parti: au 1er de gueules à la croix tréflée d'argent; au 2e de gueules au château à trois tours couvertes en dôme d'argent, croisées et maçonnées de sable, jointes ensemble par un entre-mur d'argent, le tout sur une terrasse d'argent chargée d'un lézard de sinople; le tout sommé d'un chef d'azur chargé de trois fleurs de lis d'or. |
| Blason de Lauzerte | Détails | Armorial général de France, dressé en vertu de l'édit de 1696 par Charles d'Hozier. Le statut officiel du blason reste à déterminer. |

## Pour approfondir